# Immortal Songs 2
Immortal Songs: Singing the Legend (Hangul: 불후의 명곡: 전설을 노래하다; RR: Bulhu-ui Myeong-gok: Jeonseoreul Noraehada), også kendt som Immortal Songs 2 (Hangul: 불후의 명곡 2), er en sydkoreansk tv-musikkonkurrence præsenteret af Shin Dong-yup program. Det er en genoplivning af Immortal Songs (2007-2009), og har koreanske sangere, som udfører sange tidligere fremførte af legendariske sangere. Sangerne optræder foran et publikum, der stemmer på hvem de mener bedst præsenterede de klassiske sange. Programmet begyndte i 2011 som en del af Lørdags Frihed og har været et særskilt program siden april 2012.

## Oversigt over episoder

### 2011
| Episode # | Dato               | Legende / Emne                   | Deltagere | Vinder        | Noter |
| --------- | ------------------ | -------------------------------- | --- | ------------- | --- |
| 1         | June 4, 2011       | Sim Soo-bong                     | Yesung, Jonghyun, IU, Yoseob, Changmin, Hyorin | Hyorin        | |
| 2         | June 11, 2011      | Song of My Life                  | Yesung, Jonghyun, Jieun, Yoseob, Changmin, Hyorin | Jonghyun      | - Jonghyun could choose the order for his principal stage. |
| 3         | June 18, 2011      | Boohwal                          | Yesung, Jonghyun, Jieun, Yoseob, Changmin, Hyorin | Yesung        | |
| 4         | June 25, 2011      | 1992 Music Pop Top 10            | Changmin, Hyorin, Jieun, Lee Hong-gi, Jun. K, G.O | Changmin      | - Changmin could choose the order for his principal stage. |
| 5         | July 2, 2011       | Min Hae-kyung                    | Changmin, Hyorin, Jieun, Lee Hong-gi, Jun. K, G.O | Hyorin        | |
| 6         | July 9, 2011       | Special Duet                     | Changmin, Hyorin, Jun. K, G.O, Lee Hong-gi, Jiyoon | Lee Hong-gi   | - Special guest for Duet - Changmin ft. Lee Hyun - Hyorin ft. Shin Yong-jae - Jun. K ft. Lee Young-Hyun - G.O ft. Lim Jeong-hee - Lee Hong-gi ft. Heechul - Jiyoon ft. Lee Se-jun - Lee Hong-gi could choose the order for his principal stage.                                                                                  |
| 7         | July 16, 2011      | Joo Hyun-mi                      | Changmin, Hyorin, Jun. K, G.O, Lee Hong-gi, Jiyoon | Lee Hong-gi   | |
| 8         | July 23, 2011      | Korean Pop Music Top 100         | Kim Tae-woo, Wheesung, Hwanhee, K.Will, Im Tae-kyung, Lee Hyuk, Lee Jung, Lee Seok-hoon                                                                                       | Lee Hyuk      | - Summer Vacation Part 1 - Male Vocalist Special |
| 9         | July 30, 2011      | Shin Seung-hun                   | Seo In-young, Lyn, Lim Jeong-hee, Choi Jin-yi, Lee Hae Ri, Jang Hee-young, Dana                                                                                               | Seo In-young  | - Summer Vacation Part 2 - Female Vocalist Special |
| 10        | August 6, 2011     | Duet of Original Idol & New Idol | Hyorin, G.O, Jiyoon, Jay Park, Kyuhyun, Huh Gak | Jiyoon        | - Special guest for Duet - Hyorin ft. DJ DOC - G.O ft. Kan Mi-youn - Jiyoon ft. Koo Jun-yup - Jay Park ft. Moon Hee-joon - Kyuhyun ft. Son Ho-young - Huh Gak ft. Noise's Hong Jong-gu - Jiyoon could choose the order for her principal stage.                                                                                  |
| 11        | August 13, 2011    | Kim Su-hui                       | Hyorin, G.O, Jiyoon, Jay Park, Kyuhyun, Huh Gak | G.O           | |
| 12        | August 20, 2011    | Summer Vacation with Friends     | Jiyoon, Jay Park, Kyuhyun, G.O, Huh Gak, Hyorin | Jay Park      | - Actors Special - Jiyoon ft. Gong Hyung-jin - Jay Park ft Jang Hyuk & Kim Su-ro & Solbi - Kyuhyun ft. Kim Min-jong - G.O ft. Jo Yeo-jeong - Huh Gak ft. Lee Si-young - Hyorin ft. Hyun Woo - Jay Park could choose the order for his principal stage.                                                                           |
| 13        | August 27, 2011    | Kim Wan-sun                      | Jiyoon, Jay Park, Kyuhyun, G.O, Huh Gak, Hyorin | Kyuhyun       | |
| 14        | September 3, 2011  | Dance & Ballad                   | Hyorin, G.O, Jiyoon, Jay Park, Kyuhyun, Huh Gak | Kyuhyun       | - Dance : Jay Park, Hyorin, Jiyoon - Ballad : G.O, Kyuhyun, Huh Gak - Kyuhyun could choose the order for his principal stage. |
| 15        | September 10, 2011 | Nam Jin                          | Hyorin, G.O, Jiyoon, Jay Park, Kyuhyun, Huh Gak | Jay Park      | |
| 16        | September 17, 2011 | 70-80 Vocalists Special          | Hong Kyung-min, Lim Jeong-hee, Joo Hee, Lee Ki-chan, Im Tae-kyung, Ali, Ko Yu-jin, Lee Hae Ri, Jang Hee-young, Lee Jung, Lee Seok-hoon, Shin Yong-jae, Seo In-young, Lee Hyuk | Shin Yong-jae | - Special guest : Moon Hee-joon as MC, Kang Heon & Lee Sang-byeok as judges. - Round 1 : Lim Jeong-hee, Ali, Lee Ki-chan, Lee Jung, Jang Hee-young, Lee Hyuk, Lee Hae Ri - Winner : Lee Hae Ri - Round 2 : Hong Kyung-min, Im Tae-kyung, Seo In-young, Ko Yu-jin, Shin Yong-jae, Joo Hee, Lee Seok-hoon - Winner : Shin Yong-jae |
| 17        | September 24, 2011 | 70-80 Vocalists Special          | Hong Kyung-min, Lim Jeong-hee, Joo Hee, Lee Ki-chan, Im Tae-kyung, Ali, Ko Yu-jin, Lee Hae Ri, Jang Hee-young, Lee Jung, Lee Seok-hoon, Shin Yong-jae, Seo In-young, Lee Hyuk | Shin Yong-jae | - Special guest : Moon Hee-joon as MC, Kang Heon & Lee Sang-byeok as judges. - Round 1 : Lim Jeong-hee, Ali, Lee Ki-chan, Lee Jung, Jang Hee-young, Lee Hyuk, Lee Hae Ri - Winner : Lee Hae Ri - Round 2 : Hong Kyung-min, Im Tae-kyung, Seo In-young, Ko Yu-jin, Shin Yong-jae, Joo Hee, Lee Seok-hoon - Winner : Shin Yong-jae |
| 18        | October 1, 2011    | Kim Hui-gap & Yang In-ja         | Hong Kyung-min, Kang Min-kyung, Shin Yong-jae, Ali, Nam Woo-hyun, Raina, Min Kyung-hoon, Huh Gak                                                                              | Ali           | - Moon Hee-joon var særlig gæst som MC. |

### 2012
| Episode # | Dato               | Legende eller emne                  | Deltagere | Sange | Vinder (stemmer)            |
| --------- | ------------------ | ----------------------------------- | --- | ----- | --------------------------- |
| 32        | January 7, 2012    | Super Match-Unfortunate Classic (2) | ALi, Brian, Hong Kyungmin, Huh Gak, Im Taekyung, Jang Huiyeong, K.Will, Kang Min Kyung (Davichi), Lee Hae Ri (Davichi), Lee Hyuk, Lee Seokhoon, Lim Jeonghee, Shin Youngjae (4Men), Woohyun (Infinite)                                       |       | ALi                         |
| 33        | January 14, 2012   | Duet with the Legends               | Shin Youngjae (4Men), ALi, Brian, Huh Gak, K.Will, Lee Hae Ri (Davichi), Lee Seok-hoon |       | Shin Youngjae (4Men)        |
| 34        | January 21, 2012   | Tae Jinah & Seol Wundo              | ALi, Brian, K.Will, Lee Hae Ri (Davichi), Navi, Shin Youngjae (4Men), Tim |       | K.Will                      |
| 35        | January 28, 2012   | Song Chansik (1)                    | ALi, G.O (MBLAQ), Hong Kyungmin, Im Taekyung, JeA (Brown Eyed Girls), Lee Jung, Lyn, Navi, No Brain, Shin Youngjae (4Men), Sonya, Sung Hoon (Brown Eyed Soul), Taemin (SHINee), Tim                                                          |       | Sonya                       |
| 36        | February 4, 2012   | Song Chansik (2)                    | ALi, G.O (MBLAQ), Hong Kyungmin, Im Taekyung, JeA (Brown Eyed Girls), Lee Jung, Lyn, Navi, No Brain, Shin Youngjae (4Men), Sonya, Sung Hoon (Brown Eyed Soul), Taemin (SHINee), Tim                                                          |       | Sonya                       |
| 37        | February 11, 2012  | Jo Yeongnam                         | ALi, Im Taekyung, Kang Minkyung (Davichi), Lee Jung, Shin Youngjae (4Men), Sung Hoon (Brown Eyed Soul), Taemin (SHINee) |       | Im Taekyung                 |
| 38        | February 18, 2012  | Kim Changhwan                       | ALi, Hong Kyungmin, Im Taekyung, Kang Minkyung (Davichi), Shin Youngjae (4Men), Sung Hoon (Brown Eyed Soul), Taemin (SHINee) |       | Shin Youngjae (4Men)        |
| 39        | February 25, 2012  | Kim Changgi                         | ALi, Im Taekyung, Jay Park, Kang Minkyung (Davichi), Lee Jung, Shin Youngjae (4Men), Sung Hoon (Brown Eyed Soul) |       | Lee Jung                    |
| 40        | March 3, 2012      | Park Chunseok                       | ALi, Im Taekyung, Jay Park, Kang Minkyung (Davichi), No Brain, Sung Hoon (Brown Eyed Soul), Taemin (SHINee) |       | ALi                         |
| 41        | March 10, 2012     | Kim Gunmo (1)                       | ALi, DK (December), Heo Youngsaeng (SS501), Hong Kyungmin, Im Taekyung, Jay Park, Kang Minkyung (Davichi), Lyn, Lucia, No Brain, Sonya, Sung Hoon (Brown Eyed Soul), Taemin (SHINee)                                                         |       | Sung Hoon (Brown Eyed Soul) |
| 42        | March 17, 2012     | Kim Gunmo (2)                       | ALi, DK (December), Heo Youngsaeng (SS501), Hong Kyungmin, Im Taekyung, Jay Park, Kang Minkyung (Davichi), Lyn, Lucia, No Brain, Sonya, Sung Hoon (Brown Eyed Soul), Taemin (SHINee)                                                         |       | Sung Hoon (Brown Eyed Soul) |
| 43        | March 24, 2012     | Patti Kim (1)                       | Ailee, ALi, Im Taekyung, Jay Park, John Park, K.Will, Kang Minkyung (Davichi), Kim Tae-woo, Lee Jinsung (Monday Kiz), Lyn, Sonya, Sung Hoon (Brown Eyed Soul), Taemin (SHINee)                                                               |       | Kim Tae-woo                 |
| 44        | March 31, 2012     | Patti Kim (2)                       | Ailee, ALi, Im Taekyung, Jay Park, John Park, K.Will, Kang Minkyung (Davichi), Kim Tae-woo, Lee Jinsung (Monday Kiz), Lyn, Sonya, Sung Hoon (Brown Eyed Soul), Taemin (SHINee)                                                               |       | Kim Tae-woo                 |
| 45        | April 7, 2012      | Lee Eunha                           | Ailee, ALi, Im Taekyung, Jay Park, Lyn, Sung Hoon (Brown Eyed Soul), Taemin (SHINee) |       | Jay Park                    |
| 46        | April 14, 2012     | Heon In                             | Ailee, ALi, Jay Park, Lyn, No Brain, Sung Hoon (Brown Eyed Soul), Taemin (SHINee) |       | No Brain                    |
| 47        | April 21, 2012     | Yoon Sooil                          | Ailee, ALi, Lyn, No Brain, Sung Hoon (Brown Eyed Soul), Taemin (SHINee) |       | Im Taekyung                 |
| 48        | April 28, 2012     | Lee Geonu                           | Ailee, ALi, DK (December), Hong Kyungmin, Lyn, No Brain, Sonya |       | Hong Kyungmin               |
| 49        | May 5, 2012        | Campus Band                         | Ailee, ALi, Hong Kyungmin, Im Taekyung, Lyn, No Brain, Sung Hoon (Brown Eyed Soul) |       | Lyn                         |
| 50        | May 12, 2012       | JYP (1)                             | Ailee, ALi, Hong Kyungmin, Huh Gak, Lee Hae Ri (Davichi), Lyn, No Brain, Shin Youngjae (4Men), Sonya, Sung Hoon (Brown Eyed Soul), Teen Top, Ulala Session                                                                                   |       | Ailee                       |
| 51        | May 19, 2012       | JYP (2)                             | Ailee, ALi, Hong Kyungmin, Huh Gak, Lee Hae Ri (Davichi), Lyn, No Brain, Shin Youngjae (4Men), Sonya, Sung Hoon (Brown Eyed Soul), Teen Top, Ulala Session                                                                                   |       | ALi                         |
| 52        | May 26, 2012       | Yoon Hangki & Yoon Bockhee          | Ailee, ALi, Hong Kyungmin, Im Taekyung, No Brain, Sung Hoon (Brown Eyed Soul) |       | ALi                         |
| 53        | June 2, 2012       | Sobangcha                           | Ailee, DK (December), Hong Kyungmin, K.Will, Lee Hae Ri (Davichi), Sonya, Ulala Session |       | Lee Hae Ri (Davichi)        |
| 54        | June 9, 2012       | Lee Hojun                           | Ailee, DK (December), Hong Kyungmin, K.Will, Sonya, Ulala Session |       | K.Will                      |
| 55        | June 16, 2012      | Yang Heeun (1)                      | Ailee, DK (December), Hong Kyungmin, Huh Gak, K.Will, Kingston Rudieska, Noel, Ryeowook (Super Junior), Sonya, Sunggyu (Infinite), Ulala Session, Younha                                                                                     |       | Huh Gak                     |
| 56        | June 23, 2012      | Yang Heeun (2)                      | Ailee, DK (December), Hong Kyungmin, Huh Gak, K.Will, Kingston Rudieska, Noel, Ryeowook (Super Junior), Sonya, Sunggyu (Infinite), Ulala Session, Younha                                                                                     |       | Huh Gak                     |
| 57        | June 30, 2012      | Yoon Ilsang                         | Ailee, Hong Kyungmin, K.Will, Ryeowook (Super Junior), Sonya, Sunggyu (Infinite), Ulala Session |       | Ailee                       |
| 58        | July 7, 2012       | Hyun Cheol                          | Ailee, Hong Kyungmin, Lee Hyun (8Eight), Ryeowook (Super Junior), Shindong (Super Junior), Eunhyuk (Super Junior), Sonya, Sunggyu (Infinite), Ulala Session                                                                                  |       | Ryeowook (Super Junior)     |
| 59        | July 21, 2012      | Top 10 Summer Special (1)           | Ailee, aT, Cha Jihyun, Hong Kyungmin, Junsu (2PM), Lee Hyun (8Eight), Ryeowook (Super Junior), Sonya, Sunggyu (Infinite), Sweet Sorrow, Ulala Session, Younha                                                                                |       | Sweet Sorrow                |
| 60        | July 28, 2012      | Top 10 Summer Special (2)           | Ailee, aT, Cha Jihyun, Hong Kyungmin, Junsu (2PM), Lee Hyun (8Eight), Ryeowook (Super Junior), Sonya, Sunggyu (Infinite), Sweet Sorrow, Ulala Session, Younha                                                                                |       | Sweet Sorrow                |
| 61        | August 11, 2012    | Lee Sangwoo & Lee Sangeun           | Ailee, K.Will, Lee Hyun (8Eight), Ryeowook (Super Junior), Sonya, Sunggyu (Infinite), Ulala Session |       | Ryeowook (Super Junior)     |
| 62        | August 18, 2012    | Lee Jang Hee (1)                    | Ailee, ALi, Cha Jihyun, Hong Kyungmin, K.Will, Lee Hyun (8Eight), Lee Jung, Navi, Ryeowook (Super Junior), Sunggyu (Infinite), Ulala Session, Windy City                                                                                     |       | Cha Jihyun                  |
| 63        | August 25, 2012    | Lee Jang Hee (2)                    | Ailee, ALi, Cha Jihyun, Hong Kyungmin, K.Will, Lee Hyun (8Eight), Lee Jung, Navi, Ryeowook (Super Junior), Sunggyu (Infinite), Ulala Session, Windy City                                                                                     |       | Cha Jihyun                  |
| 64        | September 1, 2012  | Lee Seung Hwan                      | Ailee, Cha Jihyun, K.Will, Luna (f(x)), Pia, Sweet Sorrow, Ulala Session |       | Ulala Session               |
| 65        | September 8, 2012  | Choi Sung Soo                       | Cha Jihyun, G.O (MBLAQ), Luna (f(x)), Shin Youngjae (4Men), Simon D, The Moonshiners, Ulala Session |       | Shin Youngjae (4Men)        |
| 66        | September 15, 2012 | Yoo Shi Nae                         | Cha Jihyun, G.O (MBLAQ), Luna (f(x)), Noel, Shin Youngjae (4Men), Sweet Sorrow, Toxic |       | G.O (MBLAQ)                 |
| 67        | September 22, 2012 | Yoon Hyungju & Kim Sehwan (1)       | 4Men, Bobby Kim w/ Buga Kingz, Cha Jihyun, Choi Jin Yi (Rumble Fish), Eye to Eye, Hwayobi, Jung Dongha (Boohwal), Luna (f(x)), MBLAQ, Noel, Sweet Sorrow, Teen Top                                                                           |       | Noel                        |
| 68        | September 29, 2012 | Yoon Hyungju & Kim Sehwan (2)       | 4Men, Bobby Kim w/ Buga Kingz, Cha Jihyun, Choi Jin Yi (Rumble Fish), Eye to Eye, Hwayobi, Jung Dongha (Boohwal), Luna (f(x)), MBLAQ, Noel, Sweet Sorrow, Teen Top                                                                           |       | Noel                        |
| Special   | October 1, 2012    | Chuesok Sepcial - Best of Classics  | |       |                             |
| 69        | October 6, 2012    | Cho Ha Moon                         | Cha Jihyun, G.O (MBLAQ), Luna (f(x)), Noel, Sanchez (Phantom), Shin Youngjae (4Men), Sweet Sorrow |       | Luna (f(x))                 |
| 70        | October 13, 2012   | Song Daekwan                        | B1A4, Cha Jihyun, Jung Dongha (Boohwal), Luna (f(x)), Shin Youngjae (4Men), Sweet Sorrow, Windy City |       | Sweet Sorrow                |
| 71        | October 20, 2012   | Shin Junghyun (1)                   | Ailee, ALi, Hyorin (SISTAR), Jay Park, Kang Minkyung (Davichi), Kim Tae-woo, Lyn, No Brain, Ryeowook (Super Junior), Shin Youngjae (4Men), Sung Hoon (Brown Eyed Soul), Sweet Sorrow                                                         |       | Sweet Sorrow                |
| 72        | October 27, 2012   | Shin Junghyun (2)                   | Ailee, ALi, Hyorin (SISTAR), Jay Park, Kang Minkyung (Davichi), Kim Tae-woo, Lyn, No Brain, Ryeowook (Super Junior), Shin Youngjae (4Men), Sung Hoon (Brown Eyed Soul), Sweet Sorrow                                                         |       | Sweet Sorrow                |
| 73        | November 3, 2012   | Song Hae                            | B1A4, Byul, Cha Jihyun, Hwayobi, Jung Dongha (Boohwal), Son Ho Young |       | Jung Dongha (Boohwal)       |
| 74        | November 10, 2012  | Ha Choon Hwa                        | B1A4, House Rulez, Hwayobi, Jung Dongha (Boohwal), Lee Kichan, Sweet Sorrow |       | Jung Dongha (Boohwal)       |
| 75        | November 17, 2012  | Lee Yong                            | Byul, Hwayobi, Jung Dongha (Boohwal), Sandeul (B1A4), Son Ho Young, Sweet Sorrow |       | Son Ho Young                |
| 76        | November 24, 2012  | Bae Ho (1)                          | B1A4, Cherry Filter, Hwayobi, Im Taekyung, Jung Dongha (Boohwal), LEDApple, Lee Kichan, Miss A, Norazo, Park Hyun Bin, Son Ho Young, Sweet Sorrow                                                                                            |       | Lee Kichan                  |
| 77        | December 1, 2012   | Bae Ho (2)                          | B1A4, Cherry Filter, Hwayobi, Im Taekyung, Jung Dongha (Boohwal), LEDApple, Lee Kichan, Miss A, Norazo, Park Hyun Bin, Son Ho Young, Sweet Sorrow                                                                                            |       | Lee Kichan                  |
| 78        | December 8, 2012   | Kim Bum Ryong                       | B1A4, Hyesung (Shinhwa), JeA (Brown Eyed Girls), Jung Dongha (Boohwal), Son Ho Young, Sweet Sorrow |       | Sandeul & Baro (B1A4)       |
| 79        | December 15, 2012  | Winter Special w/ Friends           | B1A4 & Kim Yoo Jung , JeA (Brown Eyed Girls) & Jo Kwan Woo, Jung Dongha (Boohwal) & ALi, Park Hyun Bin & Heo Gyeonghwan, Son Ho Young & Kim Tae Woo, Sweet Sorrow & MC Jung Jae Hyung                                                        |       | Jung Dongha (Boohwal) & ALi |
| 80        | December 22, 2012  | Trot Big 4 Special (1)              | As One & Verbal Jint, Hong Kyungmin, JeA (Brown Eyed Girls), Jin Ju, Jung Dongha (Boohwal), Lee Hae Ri (Davichi), Park Hyun Bin, Poppin’ Hyun Joon & Park Ae Ri, Simon D, Son Ho Young, Sunggyu (Infinite), Woohyun (Infinite), Sweet Sorrow |       | Son Ho Young                |
| 81        | December 29, 2012  | Trot Big 4 Special (2)              | As One & Verbal Jint, Hong Kyungmin, JeA (Brown Eyed Girls), Jin Ju, Jung Dongha (Boohwal), Lee Hae Ri (Davichi), Park Hyun Bin, Poppin’ Hyun Joon & Park Ae Ri, Simon D, Son Ho Young, Sunggyu (Infinite), Woohyun (Infinite), Sweet Sorrow |       | Son Ho Young                |

### 2015
Deltagere listede i rækkefølge efter optræden.
| Episode # | Broadcast Date                | Legend or Theme                                                 | Guest Singers                                                  | Songs                                                                            | Final Winner (Votes)            |
| --------- | ----------------------------- | --------------------------------------------------------------- | -------------------------------------------------------------- | -------------------------------------------------------------------------------- | ------------------------------- |
| 180       | January 3, 2015               | Songs of Hope Special                                           | Jung Dong-ha                                                   | Live (사노라면)                                                                  | Ulala Session (419)             |
| 180       | January 3, 2015               | Songs of Hope Special                                           | Ben                                                            | A Goose's Dream (거위의 꿈)                                                      | Ulala Session (419)             |
| 180       | January 3, 2015               | Songs of Hope Special                                           | The Barberettes                                                | A Father's Youth (아빠의 청춘)                                                   | Ulala Session (419)             |
| 180       | January 3, 2015               | Songs of Hope Special                                           | JK Kim Dong-wook                                               | Get Up (일어나)                                                                  | Ulala Session (419)             |
| 180       | January 3, 2015               | Songs of Hope Special                                           | Buzz                                                           | To You (그대에게)                                                                | Ulala Session (419)             |
| 180       | January 3, 2015               | Songs of Hope Special                                           | Lim Kim (Togeworl) & Eddy Kim                                  | The Young Who Live Off Dreams (꿈을 먹는 젊은이)                                 | Ulala Session (419)             |
| 180       | January 3, 2015               | Songs of Hope Special                                           | Ulala Session                                                  | Bravo, My Life                                                                   | Ulala Session (419)             |
| 181       | January 10, 2015              | Composer Kim Yeong-gwang                                        | Lee Hyun                                                       | Seonhui's Bag (선희의 가방)                                                      | Kim Kyung-ho (428)              |
| 181       | January 10, 2015              | Composer Kim Yeong-gwang                                        | Jeok Woo                                                       | A Girl's High School Days (여고 시절)                                            | Kim Kyung-ho (428)              |
| 181       | January 10, 2015              | Composer Kim Yeong-gwang                                        | Jung Dong-ha                                                   | Soft-hearted (마음 약해서)                                                       | Kim Kyung-ho (428)              |
| 181       | January 10, 2015              | Composer Kim Yeong-gwang                                        | Mamamoo                                                        | Wait A Minute (잠깐만)                                                           | Kim Kyung-ho (428)              |
| 181       | January 10, 2015              | Composer Kim Yeong-gwang                                        | Hong Kyung-min                                                 | Love Is A Seed Of Tears (사랑은 눈물의 씨앗)                                     | Kim Kyung-ho (428)              |
| 181       | January 10, 2015              | Composer Kim Yeong-gwang                                        | Kim Kyung-ho                                                   | As Days Go By (날이 날이 갈수)                                                   | Kim Kyung-ho (428)              |
| 181       | January 10, 2015              | Composer Kim Yeong-gwang                                        | Son Seung-yeon                                                 | Help Me Forget (잊게 해주오)                                                     | Kim Kyung-ho (428)              |
| 182       | January 17, 2015              | Musical Families Special                                        | Seo Ji-an                                                      | Reminisce (회상)                                                                 | Hong Kyung-min (425)            |
| 182       | January 17, 2015              | Musical Families Special                                        | Son Seung-yeon                                                 | Flying Like A Bird (한마리 새가 되어)                                            | Hong Kyung-min (425)            |
| 182       | January 17, 2015              | Musical Families Special                                        | Kim Kyung-ho                                                   | We (파초)                                                                        | Hong Kyung-min (425)            |
| 182       | January 17, 2015              | Musical Families Special                                        | EXID                                                           | You Like Me, I Like You (너 나 좋아해 나 너 좋아해)                              | Hong Kyung-min (425)            |
| 182       | January 17, 2015              | Musical Families Special                                        | Kim So-hyun & Son Jun-ho                                       | Love (사랑이여)                                                                  | Hong Kyung-min (425)            |
| 182       | January 17, 2015              | Musical Families Special                                        | Lee Se-joon                                                    | A Cup of Tea (찻잔)                                                              | Hong Kyung-min (425)            |
| 182       | January 17, 2015              | Musical Families Special                                        | Hong Kyung-min                                                 | The One Who Will Have To Leave (떠나야 할 그 사람)                               | Hong Kyung-min (425)            |
| 183       | January 24, 2015              | Lee Jang-hee                                                    | Park Ki-young                                                  | Goodbye, A Word That's Too Short (안녕이란 두 글자는 너무 짧죠)                  | No Brain (398)                  |
| 183       | January 24, 2015              | Lee Jang-hee                                                    | Kwon In-ha                                                     | Mother's Lullaby (어머님의 자장가)                                               | No Brain (398)                  |
| 183       | January 24, 2015              | Lee Jang-hee                                                    | S                                                              | Goodbye (안녕)                                                                   | No Brain (398)                  |
| 183       | January 24, 2015              | Lee Jang-hee                                                    | Niel (Teen Top)                                                | I Can't Quite Put My Finger On It (뭐라고 딱 꼬집어 얘기할 수 없어요)            | No Brain (398)                  |
| 183       | January 24, 2015              | Lee Jang-hee                                                    | No Brain                                                       | Love Is Such A Common Word (사랑이란 말은 너무너무 흔해)                         | No Brain (398)                  |
| 183       | January 24, 2015              | Lee Jang-hee                                                    | The Barberettes                                                | It's Way Past Midnight (자정이 훨씬 넘었네)                                      | No Brain (398)                  |
| 184       | January 31, 2015              | Lee Jang-hee                                                    | Lee Seok-hun                                                   | I'll Give You Everything (나 그대에게 모두 드리리)                               | Han Ji-sang (431)               |
| 184       | January 31, 2015              | Lee Jang-hee                                                    | Buzz                                                           | It's You (그건 너)                                                               | Han Ji-sang (431)               |
| 184       | January 31, 2015              | Lee Jang-hee                                                    | Homme                                                          | Let's Now Forget (이젠 잊기로 해요)                                              | Han Ji-sang (431)               |
| 184       | January 31, 2015              | Lee Jang-hee                                                    | Park Soo-jin                                                   | A Drink of Memories (한 잔의 추억)                                               | Han Ji-sang (431)               |
| 184       | January 31, 2015              | Lee Jang-hee                                                    | Han Ji-sang                                                    | Lover (애인)                                                                     | Han Ji-sang (431)               |
| 184       | January 31, 2015              | Lee Jang-hee                                                    | Jun In-hyuck                                                   | The Wanderer In The Rain (비의 나그네)                                           | Han Ji-sang (431)               |
| 185       | February 7, 2015              | Yoo Seung-yeob                                                  | Lee Se-joon                                                    | White Dandelion (하얀 민들레)                                                    | Kim Kyung-ho (431)              |
| 185       | February 7, 2015              | Yoo Seung-yeob                                                  | Son Seung-yeon                                                 | Like a Swallow (제비처럼)                                                        | Kim Kyung-ho (431)              |
| 185       | February 7, 2015              | Yoo Seung-yeob                                                  | Seo Ji-an                                                      | I Miss You Even When I'm With You (보고 있어도 보고 싶은 그대)                   | Kim Kyung-ho (431)              |
| 185       | February 7, 2015              | Yoo Seung-yeob                                                  | Homme                                                          | As You Are Anyone (당신은 누구시길래)                                            | Kim Kyung-ho (431)              |
| 185       | February 7, 2015              | Yoo Seung-yeob                                                  | Shannon                                                        | My Love Who Loved Me More Than I Loved Myself (나보다 더 나를 사랑하는 님이시여) | Kim Kyung-ho (431)              |
| 185       | February 7, 2015              | Yoo Seung-yeob                                                  | Kim Kyung-ho                                                   | The Winter Rose (겨울 장미)                                                      | Kim Kyung-ho (431)              |
| 185       | February 7, 2015              | Yoo Seung-yeob                                                  | Cho Jang-hyuck                                                 | Night Train (밤차)                                                               | Kim Kyung-ho (431)              |
| 186       | February 14, 2015             | Lee Young-hoon                                                  | S                                                              | In The Rain (빗속에서)                                                           | Yoon Min-soo (443)              |
| 186       | February 14, 2015             | Lee Young-hoon                                                  | Davichi                                                        | Goodbye, My Love (이별 이야기)                                                   | Yoon Min-soo (443)              |
| 186       | February 14, 2015             | Lee Young-hoon                                                  | Mamamoo                                                        | Flying into the Night Sky (깊은 밤을 날아서)                                     | Yoon Min-soo (443)              |
| 186       | February 14, 2015             | Lee Young-hoon                                                  | Moon Myung-jin                                                 | As Time Passes (세월 가면)                                                       | Yoon Min-soo (443)              |
| 186       | February 14, 2015             | Lee Young-hoon                                                  | Homme                                                          | Girl (소녀)                                                                      | Yoon Min-soo (443)              |
| 186       | February 14, 2015             | Lee Young-hoon                                                  | Yoon Min-soo (Vibe)                                            | Bygone Love (옛사랑)                                                             | Yoon Min-soo (443)              |
| 186       | February 14, 2015             | Lee Young-hoon                                                  | No Brain                                                       | As You Live In This World (이 세상 살아가다 보면)                                | Yoon Min-soo (443)              |
| 187       | February 21, 2015             | Traditional Folk Songs                                          | So Hyang                                                       | Arirang Alone (홀로 아리랑)                                                      | Song So Hee (428)               |
| 187       | February 21, 2015             | Traditional Folk Songs                                          | Poppin Hyun-joon & Park Ae-ri                                  | Milyang Arirang (밀양 아리랑)                                                    | Song So Hee (428)               |
| 187       | February 21, 2015             | Traditional Folk Songs                                          | Jo Kwan-woo & Jo Tong-dal                                      | Simcheongga (심청가) & Mother and Sister (엄마야 누나야)                         | Song So Hee (428)               |
| 187       | February 21, 2015             | Traditional Folk Songs                                          | Sun Woo                                                        | Bird Bird, Blue Bird (새야 새야 파랑새야)                                        | Song So Hee (428)               |
| 187       | February 21, 2015             | Traditional Folk Songs                                          | Yang Dong-geun feat Iron                                       | Ongheya (옹헤야)                                                                 | Song So Hee (428)               |
| 187       | February 21, 2015             | Traditional Folk Songs                                          | DickPunks                                                      | Moon Song (달타령)                                                               | Song So Hee (428)               |
| 187       | February 21, 2015             | Traditional Folk Songs                                          | Song So Hee                                                    | A Boatman's Song (자진 뱃노래)                                                   | Song So Hee (428)               |
| 188       | February 28, 2015             | Kim Soo-hee                                                     | Ulala Session                                                  | How Could You Do This To Me? (너무 합니다)                                       | Park Ki-young (435)             |
| 188       | February 28, 2015             | Kim Soo-hee                                                     | Jo Jung-min                                                    | Train Station (정거장)                                                           | Park Ki-young (435)             |
| 188       | February 28, 2015             | Kim Soo-hee                                                     | Homme                                                          | Now Is Not The Time To Leave (지금은 가지 마세요)                                | Park Ki-young (435)             |
| 188       | February 28, 2015             | Kim Soo-hee                                                     | Son Seung-yeon                                                 | Lost Love (잃어버린 정)                                                          | Park Ki-young (435)             |
| 188       | February 28, 2015             | Kim Soo-hee                                                     | Mamamoo                                                        | Passion Flower (정열의 꽃)                                                       | Park Ki-young (435)             |
| 188       | February 28, 2015             | Kim Soo-hee                                                     | Boohwal                                                        | Love Story (애모)                                                                | Park Ki-young (435)             |
| 188       | February 28, 2015             | Kim Soo-hee                                                     | Park Ki-young                                                  | Wound (멍에)                                                                     | Park Ki-young (435)             |
| 189 190   | March 7, 2015 March 14, 2015  | Return of the Stars Special                                     |                                                                |                                                                                  |                                 |
| 191       | March 21, 2015                | Hometown of Stars Special                                       | M&D (Kim Hee-chul & Kim Jungmo)                                | Spring Days of My Life (내 생에 봄날은)                                          |                                 |
| 192       | March 28, 2015                | Songwriter Gil Ok-yoon                                          |                                                                |                                                                                  |                                 |
| 193       | April 4, 2015                 | Baettaragi Lee Hye-min                                          |                                                                |                                                                                  |                                 |
| 194 195   | April 11, 2015 April 18, 2015 | Songwriter Park Seong-hoon & Park Hyeon-jin                     |                                                                |                                                                                  |                                 |
| 196       | April 25, 2015                | Seo Yoo-seok                                                    |                                                                |                                                                                  |                                 |
| 197       | May 2, 2015                   | Seven Legends Special                                           |                                                                |                                                                                  |                                 |
| 198       | May 9, 2015                   | English Pop Songs                                               |                                                                |                                                                                  |                                 |
| 199       | May 16, 2015                  | Family Special                                                  |                                                                |                                                                                  |                                 |
| 200 201   | May 23, 2015 May 30, 2015     | Kim Soo-chul                                                    |                                                                |                                                                                  |                                 |
| 202       | June 6, 2015                  | Lee Seung-chul                                                  |                                                                |                                                                                  |                                 |
| 203 204   | June 13, 2015 June 20, 2015   | Famous Song Covers                                              |                                                                |                                                                                  |                                 |
| 205       | June 27, 2015                 | Seven Divas Special                                             |                                                                |                                                                                  |                                 |
| 206       | July 4, 2015                  | Moon Hee-ok & Kim Ji-ae                                         |                                                                |                                                                                  |                                 |
| 207 208   | July 11, 2015 July 18, 2015   | Goo Chang-mo                                                    |                                                                |                                                                                  |                                 |
| 209       | July 25, 2015                 | Summer with Friends Special                                     |                                                                |                                                                                  |                                 |
| 210       | August 1, 2015                | Men of Immortal Songs                                           |                                                                |                                                                                  |                                 |
| 211       | August 8, 2015                | Songwriter Kim Jeong-tak                                        |                                                                |                                                                                  |                                 |
| 212       | August 15, 2015               | Super Rookie Showdown                                           |                                                                |                                                                                  |                                 |
| 213       | August 22, 2015               | Lyricist Ban Ya-wol                                             |                                                                |                                                                                  |                                 |
| 214       | August 29, 2015               | Adapted Songs with C'est Si Bon (Jo Young-nam & Yoon Hyung-joo) | Mamamoo                                                        | Delilah (딜라일라)                                                               | 2BiC (385)                      |
| 214       | August 29, 2015               | Adapted Songs with C'est Si Bon (Jo Young-nam & Yoon Hyung-joo) | Rooftop House Studio                                           | My Hometown Chungcheong-do (내 고향 충청도)                                      | 2BiC (385)                      |
| 214       | August 29, 2015               | Adapted Songs with C'est Si Bon (Jo Young-nam & Yoon Hyung-joo) | Poppin Hyun-joon & Park Ae-ri                                  | Love Is in the Air (축제의 노)                                                   | 2BiC (385)                      |
| 214       | August 29, 2015               | Adapted Songs with C'est Si Bon (Jo Young-nam & Yoon Hyung-joo) | 2BiC                                                           | Sealed With a Kiss (키스로 봉한 편지)                                            | 2BiC (385)                      |
| 214       | August 29, 2015               | Adapted Songs with C'est Si Bon (Jo Young-nam & Yoon Hyung-joo) | Choi Jung-won                                                  | Now (이제는)                                                                     | 2BiC (385)                      |
| 215       | September 5, 2015             | Adapted Songs with C'est Si Bon (Jo Young-nam & Yoon Hyung-joo) | Jo Jung-min                                                    | Oppa (오빠)                                                                      | Kim Tae-woo (436)               |
| 215       | September 5, 2015             | Adapted Songs with C'est Si Bon (Jo Young-nam & Yoon Hyung-joo) | Ben                                                            | Our Story (우리들의 이야기)                                                      | Kim Tae-woo (436)               |
| 215       | September 5, 2015             | Adapted Songs with C'est Si Bon (Jo Young-nam & Yoon Hyung-joo) | ALi                                                            | Beautiful Things (아름다운 것들)                                                 | Kim Tae-woo (436)               |
| 215       | September 5, 2015             | Adapted Songs with C'est Si Bon (Jo Young-nam & Yoon Hyung-joo) | Bada                                                           | A Million Roses (백만 송이 장)                                                   | Kim Tae-woo (436)               |
| 215       | September 5, 2015             | Adapted Songs with C'est Si Bon (Jo Young-nam & Yoon Hyung-joo) | Hwang Chi-yeul                                                 | Love That Left with the Fallen Leaves (낙엽 따라 가 버린 사랑)                   | Kim Tae-woo (436)               |
| 215       | September 5, 2015             | Adapted Songs with C'est Si Bon (Jo Young-nam & Yoon Hyung-joo) | Kim Tae-woo                                                    | Life like a Waterwheel (물레방아 인생)                                           | Kim Tae-woo (436)               |
| 216       | September 12, 2015            | Joo Young-hoon                                                  | Kim Yeon-ji                                                    | Musical (뮤지컬)                                                                 | Seomoon Tak (424)               |
| 216       | September 12, 2015            | Joo Young-hoon                                                  | Kim Feel                                                       | Rhapsody of Sorrow (비의 랩소디)                                                 | Seomoon Tak (424)               |
| 216       | September 12, 2015            | Joo Young-hoon                                                  | DickPunks                                                      | G Cafe                                                                           | Seomoon Tak (424)               |
| 216       | September 12, 2015            | Joo Young-hoon                                                  | Jo Jung-min                                                    | Festival                                                                         | Seomoon Tak (424)               |
| 216       | September 12, 2015            | Joo Young-hoon                                                  | Lee Jung & NOLZA                                               | Twist King                                                                       | Seomoon Tak (424)               |
| 216       | September 12, 2015            | Joo Young-hoon                                                  | Seomoon Tak                                                    | Don't Give Up (포기하지 마)                                                      | Seomoon Tak (424)               |
| 217       | September 19, 2015            | Joo Young-hoon                                                  | Kim So-hyun & Son Jun-ho                                       | Our Love like This (우리 사랑 이대로)                                            | Bada (433)                      |
| 217       | September 19, 2015            | Joo Young-hoon                                                  | Bada                                                           | Rose of Betrayal (배반의 장미)                                                   | Bada (433)                      |
| 217       | September 19, 2015            | Joo Young-hoon                                                  | DK                                                             | Talk of Dreams (꿈의 대화)                                                       | Bada (433)                      |
| 217       | September 19, 2015            | Joo Young-hoon                                                  | EXID (Solji, LE & Hyelin)                                      | Poison (포이즌)                                                                  | Bada (433)                      |
| 217       | September 19, 2015            | Joo Young-hoon                                                  | Rose Motel                                                     | Sad Dream (비몽)                                                                 | Bada (433)                      |
| 217       | September 19, 2015            | Joo Young-hoon                                                  | Homme                                                          | Lovable (사랑스러워)                                                             | Bada (433)                      |
| 218       | September 26, 2015            | Chuseok Special                                                 | Han Suk-joon & JJY Band                                        | Soul Mates (천생연분)                                                            | Cho U-jong & Lee Hyun-woo (383) |
| 218       | September 26, 2015            | Chuseok Special                                                 | Chung Daeun & Teen Top (Niel & Changjo)                        | Seoul, Daejeon, Daegu, Busan (서울 대전 대구 부)                                 | Cho U-jong & Lee Hyun-woo (383) |
| 218       | September 26, 2015            | Chuseok Special                                                 | Do Kyung-wan & Youngji                                         | The Rose That Blooms At Night (밤에 피는 장미)                                   | Cho U-jong & Lee Hyun-woo (383) |
| 218       | September 26, 2015            | Chuseok Special                                                 | Lee Jung-min & Hwang Chi-yeul                                  | Pink Lipstick (분홍 립스틱)                                                      | Cho U-jong & Lee Hyun-woo (383) |
| 218       | September 26, 2015            | Chuseok Special                                                 | Choi Seung-don & Hong Kyung-min                                | The Friend of Yeongil Bay (영일만 친구)                                          | Cho U-jong & Lee Hyun-woo (383) |
| 218       | September 26, 2015            | Chuseok Special                                                 | Cho U-jong & Lee Hyun-woo                                      | Apartment (아파트)                                                               | Cho U-jong & Lee Hyun-woo (383) |
| 219       | October 3, 2015               | Jo Su-mi                                                        | Song So Hee                                                    | If I Leave (나 가거든)                                                           | Im Tae-kyung (446)              |
| 219       | October 3, 2015               | Jo Su-mi                                                        | Kim Jong-seo                                                   | Champions                                                                        | Im Tae-kyung (446)              |
| 219       | October 3, 2015               | Jo Su-mi                                                        | Paul Potts & ALi                                               | Nostalgic Geumgangsan (그리운 금강산)                                            | Im Tae-kyung (446)              |
| 219       | October 3, 2015               | Jo Su-mi                                                        | Park Ki-young                                                  | I Dreamt I Dwelt In Marble Halls                                                 | Im Tae-kyung (446)              |
| 219       | October 3, 2015               | Jo Su-mi                                                        | Son Jun-ho feat. Kim Sang-jin                                  | Son of the Moon (달의 아들)                                                      | Im Tae-kyung (446)              |
| 219       | October 3, 2015               | Jo Su-mi                                                        | Im Tae-kyung feat. Go Young Bin, Yi Chang-wan & Kim Ki-sun     | I Can't Say Goodbye (불인별곡)                                                   | Im Tae-kyung (446)              |
| 220       | October 10, 2015              | Lyricist Kim Sung-on                                            | Kim Tae-woo                                                    | You Stand Outside the Door (문 밖에 있는 그대)                                   | Kim Feel (437)                  |
| 220       | October 10, 2015              | Lyricist Kim Sung-on                                            | Lee Ki-chan                                                    | Red Dragonfly (고추잠자리)                                                       | Kim Feel (437)                  |
| 220       | October 10, 2015              | Lyricist Kim Sung-on                                            | Choi Jung-in feat. Miwoo                                       | Mine (나만의 것)                                                                 | Kim Feel (437)                  |
| 220       | October 10, 2015              | Lyricist Kim Sung-on                                            | Horan                                                          | Like a Native American Doll (인디언 인형처럼)                                    | Kim Feel (437)                  |
| 220       | October 10, 2015              | Lyricist Kim Sung-on                                            | Son Seung-yeon                                                 | Traces (흔적)                                                                    | Kim Feel (437)                  |
| 220       | October 10, 2015              | Lyricist Kim Sung-on                                            | Park Sang-min                                                  | The Song of the Wind (바람의 노래)                                               | Kim Feel (437)                  |
| 220       | October 10, 2015              | Lyricist Kim Sung-on                                            | Kim Feel                                                       | Seoul, This Place (서울 이 곳은)                                                 | Kim Feel (437)                  |
| 221       | October 17, 2015              | Boohwal                                                         | Seomoon Tak                                                    | Never Ending Story                                                               | Kim Bada (432)                  |
| 221       | October 17, 2015              | Boohwal                                                         | Son Seung-yeon                                                 | Lonely Night                                                                     | Kim Bada (432)                  |
| 221       | October 17, 2015              | Boohwal                                                         | Kai                                                            | The More I Love (사랑할수록)                                                     | Kim Bada (432)                  |
| 221       | October 17, 2015              | Boohwal                                                         | Moon Myung-jin                                                 | Heeya (희야)                                                                     | Kim Bada (432)                  |
| 221       | October 17, 2015              | Boohwal                                                         | U Sung-eun                                                     | Beautiful Truth (아름다운 사실)                                                  | Kim Bada (432)                  |
| 221       | October 17, 2015              | Boohwal                                                         | Kim Bada                                                       | The Story of You and the Rain (비와 당신의 이야기)                               | Kim Bada (432)                  |
| 221       | October 17, 2015              | Boohwal                                                         | Huh Gak                                                        | Reminiscence III (회상 III)                                                      | Kim Bada (432)                  |
| 222       | October 24, 2015              | Shin Hae-chul                                                   | Ha Dong-kyun                                                   | Fly Chick (날아라, 병아리)                                                       | Hong Kyung-min (424)            |
| 222       | October 24, 2015              | Shin Hae-chul                                                   | Chung Dong-ha                                                  | Don't Look So Sad (슬픈 표정 하지 말아요)                                        | Hong Kyung-min (424)            |
| 222       | October 24, 2015              | Shin Hae-chul                                                   | KIXS                                                           | Jazz Cafe (재즈 카페)                                                            | Hong Kyung-min (424)            |
| 222       | October 24, 2015              | Shin Hae-chul                                                   | K.Will                                                         | The Dream of a Freshwater Eel (민물장어의 꿈)                                    | Hong Kyung-min (424)            |
| 222       | October 24, 2015              | Shin Hae-chul                                                   | Hong Kyung-min & N.EX.T                                        | Goodbye (안녕)                                                                   | Hong Kyung-min (424)            |
| 222       | October 24, 2015              | Shin Hae-chul                                                   | Son Seung-yeon                                                 | When Our Lives Are Almost Over (우리 앞의 생이 끝나갈 때)                        | Hong Kyung-min (424)            |
| 222       | October 24, 2015              | Shin Hae-chul                                                   | Tei                                                            | You're Deep Inside My Heart (내 마음 깊은 곳의 너)                               | Hong Kyung-min (424)            |
| 223       | October 31, 2015              | Bae Ho                                                          | Son Jun-ho                                                     | Goodbye at Midnight (영시의 이별)                                                | Mamamoo (404)                   |
| 223       | October 31, 2015              | Bae Ho                                                          | Kyun Woo                                                       | Today I Confess (오늘은 고백한다)                                                | Mamamoo (404)                   |
| 223       | October 31, 2015              | Bae Ho                                                          | Lee Se-joon                                                    | The Last Leaf (마지막 잎새)                                                      | Mamamoo (404)                   |
| 223       | October 31, 2015              | Bae Ho                                                          | Tei                                                            | Who Cries? (누가 울어)                                                           | Mamamoo (404)                   |
| 223       | October 31, 2015              | Bae Ho                                                          | Mamamoo                                                        | Backwoods (두메산골)                                                             | Mamamoo (404)                   |
| 223       | October 31, 2015              | Bae Ho                                                          | Kim Hyung-joong                                                | Foggy Jangchungdan Park (안개 낀 장충단 공원)                                    | Mamamoo (404)                   |
| 224       | November 7, 2015              | Bae Ho                                                          | Bae Ki-sung                                                    | You (당신)                                                                       | Park Ki-young (429)             |
| 224       | November 7, 2015              | Bae Ho                                                          | Horan                                                          | Love Lost in the Fog (안개 속으로 가버린 사랑)                                   | Park Ki-young (429)             |
| 224       | November 7, 2015              | Bae Ho                                                          | Red Velvet (Seul-gi, Wendy & Joy)                              | Goodbye (안녕)                                                                   | Park Ki-young (429)             |
| 224       | November 7, 2015              | Bae Ho                                                          | Park Ki-young                                                  | Goodbye (굿바이)                                                                 | Park Ki-young (429)             |
| 224       | November 7, 2015              | Bae Ho                                                          | Kim Feel                                                       | The Eye of Gold (황금의 눈)                                                      | Park Ki-young (429)             |
| 224       | November 7, 2015              | Bae Ho                                                          | Lazybone                                                       | Turn Around at Samgakji (돌아가는 삼각지)                                        | Park Ki-young (429)             |
| 225       | November 14, 2015             | An Chi-hwan                                                     | 2BiC                                                           | On Which Star (우리가 어느 별에서)                                               | Ali (430)                       |
| 225       | November 14, 2015             | An Chi-hwan                                                     | Park Ki-young                                                  | Pine, Pine, Green Pine (솔아 솔아 푸르른 솔아)                                   | Ali (430)                       |
| 225       | November 14, 2015             | An Chi-hwan                                                     | Hong Kyung-min                                                 | Cricket (귀뚜라미)                                                               | Ali (430)                       |
| 225       | November 14, 2015             | An Chi-hwan                                                     | Yoon Yeong-seok                                                | Flutter (훨훨)                                                                   | Ali (430)                       |
| 225       | November 14, 2015             | An Chi-hwan                                                     | Luna                                                           | Salt Doll (소금 인형)                                                            | Ali (430)                       |
| 225       | November 14, 2015             | An Chi-hwan                                                     | JJY Band                                                       | If I (내가 만일)                                                                 | Ali (430)                       |
| 225       | November 14, 2015             | An Chi-hwan                                                     | ALi                                                            | People are More Beautiful Than Flowers (사람이 꽃보다 아름다워)                  | Ali (430)                       |
| 226       | November 21, 2015             | Kim Jung-ho                                                     | Hwang Chi-yeul                                                 | White Butterfly (하얀 나비)                                                      | Kim Bo-kyung (426)              |
| 226       | November 21, 2015             | Kim Jung-ho                                                     | N.EX.T                                                         | A Girl Whose Name is Unknown (이름 모를 소녀)                                    | Kim Bo-kyung (426)              |
| 226       | November 21, 2015             | Kim Jung-ho                                                     | Horan                                                          | Missing You (보고 싶은 마음)                                                     | Kim Bo-kyung (426)              |
| 226       | November 21, 2015             | Kim Jung-ho                                                     | Bada & Yoon Hyung-Ryul                                         | The Truth About Love (사랑의 진실)                                               | Kim Bo-kyung (426)              |
| 226       | November 21, 2015             | Kim Jung-ho                                                     | Kim Bada & Burstered                                           | The Smile of a Lonesome Woman is Sad (고독한 여자의 미소는 슬퍼)                 | Kim Bo-kyung (426)              |
| 226       | November 21, 2015             | Kim Jung-ho                                                     | Kim Bo-kyung                                                   | Together in the Rain (빗속을 둘이서)                                             | Kim Bo-kyung (426)              |
| 226       | November 21, 2015             | Kim Jung-ho                                                     | December                                                       | Little Bird (작은새)                                                             | Kim Bo-kyung (426)              |
| 227       | November 28, 2015             | Baek Ji-young                                                   | Son Seung-yeon                                                 | I Won’t Love (사랑 안 해)                                                        | Hwang Chi-yeul (432)            |
| 227       | November 28, 2015             | Baek Ji-young                                                   | Ailee feat. Wheesung                                           | That Woman (그 여자)                                                             | Hwang Chi-yeul (432)            |
| 227       | November 28, 2015             | Baek Ji-young                                                   | UP10TION                                                       | Dash                                                                             | Hwang Chi-yeul (432)            |
| 227       | November 28, 2015             | Baek Ji-young                                                   | Stephanie                                                      | Choice (선택)                                                                    | Hwang Chi-yeul (432)            |
| 227       | November 28, 2015             | Baek Ji-young                                                   | Han Ji-sang                                                    | Don’t Forget (잊지 말아요)                                                       | Hwang Chi-yeul (432)            |
| 227       | November 28, 2015             | Baek Ji-young                                                   | Hwang Chi-yeul                                                 | Burden (부담)                                                                    | Hwang Chi-yeul (432)            |
| 227       | November 28, 2015             | Baek Ji-young                                                   | Kim Feel                                                       | Like Being Shot (총 맞은 것처럼)                                                 | Hwang Chi-yeul (432)            |
| 228       | December 5, 2015              | The Celebrity Fans of Celebrities                               | Hong Kyung-min & Kim Jung-min                                  | Endless Love (무한지애)                                                          | Im Se-jun & Jamie Jones (437)   |
| 228       | December 5, 2015              | The Celebrity Fans of Celebrities                               | Kim Shin-young & Shin Yu                                       | Sea Bird (바다새)                                                                | Im Se-jun & Jamie Jones (437)   |
| 228       | December 5, 2015              | The Celebrity Fans of Celebrities                               | Cultwo & Lee Hyun                                              | Celebrity (연예인)                                                               | Im Se-jun & Jamie Jones (437)   |
| 228       | December 5, 2015              | The Celebrity Fans of Celebrities                               | Sunwoo Yong-yeo & Nam Sang-il                                  | Never (영영)                                                                     | Im Se-jun & Jamie Jones (437)   |
| 228       | December 5, 2015              | The Celebrity Fans of Celebrities                               | Im Se-jun & Jamie Jones                                        | Your Smile in My Memory (미소 속에 비친 그대)                                    | Im Se-jun & Jamie Jones (437)   |
| 228       | December 5, 2015              | The Celebrity Fans of Celebrities                               | No Min-woo & Kim Tae-won                                       | Mona Lisa (모나리자)                                                             | Im Se-jun & Jamie Jones (437)   |
| 229       | December 12, 2015             | g.o.d                                                           | Kim Feel                                                       | Road (길)                                                                        | Son Seung-yeon (431)            |
| 229       | December 12, 2015             | g.o.d                                                           | GFRIEND                                                        | Love and Remember (사랑해 그리고 기어해)                                         | Son Seung-yeon (431)            |
| 229       | December 12, 2015             | g.o.d                                                           | Shin Yong-jae feat. Yubin                                      | To Mother (어머님께)                                                             | Son Seung-yeon (431)            |
| 229       | December 12, 2015             | g.o.d                                                           | Hwang Chi-yeol feat. Kim Yeon-ji                               | Lie (거짓말)                                                                     | Son Seung-yeon (431)            |
| 229       | December 12, 2015             | g.o.d                                                           | Teen Top                                                       | The Place Where I Need You to Be (니가 있어여 할 곳)                             | Son Seung-yeon (431)            |
| 229       | December 12, 2015             | g.o.d                                                           | Son Seung-yeon feat. Yu Seong-eun, Miu, Ji Se-hui, Lee Ye-joon | One Candle (촛불 하나)                                                           | Son Seung-yeon (431)            |
| 230       | December 19, 2015             | Composer Jung Pung-song                                         | Kim Dong-myung                                                 | Is It Hatred or Yearning? (미움인지 그리움인지)                                  | Son Jun-ho (422)                |
| 230       | December 19, 2015             | Composer Jung Pung-song                                         | Kim Yeon-ji                                                    | Fading Memory (갈색 추억)                                                        | Son Jun-ho (422)                |
| 230       | December 19, 2015             | Composer Jung Pung-song                                         | Kim Jung-min                                                   | I Hate You (미워 미워 미워)                                                      | Son Jun-ho (422)                |
| 230       | December 19, 2015             | Composer Jung Pung-song                                         | Son Jun-ho feat. Kim Sang-jin & Park Jeong-taek                | Farewell (석별)                                                                  | Son Jun-ho (422)                |
| 230       | December 19, 2015             | Composer Jung Pung-song                                         | Kim Bo-kyung                                                   | Farewell Over a Teacup (찻잔의 이별)                                             | Son Jun-ho (422)                |
| 230       | December 19, 2015             | Composer Jung Pung-song                                         | Nam Sang-il                                                    | Vanish Into the Air (허공)                                                       | Son Jun-ho (422)                |
| 230       | December 19, 2015             | Composer Jung Pung-song                                         | Lazybone                                                       | It Must Be a Raindrop (아마도 빗물이겠지)                                        | Son Jun-ho (422)                |
| 231       | December 26, 2015             | The Immortal Big Match                                          | Jung Dong-ha                                                   | I Miss You (보고 싶다)                                                           | Jung Dong-ha (418)              |
| 231       | December 26, 2015             | The Immortal Big Match                                          | Son Seung-yeon                                                 | Is Anyone There? (누구 없소)                                                     | Jung Dong-ha (418)              |
| 231       | December 26, 2015             | The Immortal Big Match                                          | Kim Jong-seo                                                   | Gethsemane (겟세마네)                                                            | Jung Dong-ha (418)              |
| 231       | December 26, 2015             | The Immortal Big Match                                          | Sohyang                                                        | Everyone (여러분)                                                                | Jung Dong-ha (418)              |
| 231       | December 26, 2015             | The Immortal Big Match                                          | ALi                                                            | Binari (비나리)                                                                  | Jung Dong-ha (418)              |
| 231       | December 26, 2015             | The Immortal Big Match                                          | Heo Gak                                                        | The Letter (편지)                                                                | Jung Dong-ha (418)              |
| 231       | December 26, 2015             | The Immortal Big Match                                          | Hong Kyung-min                                                 | Everything in This World (세상만사)                                              | Jung Dong-ha (418)              |

### 2016
Deltagere listede i rækkefølge efter optræden.
| Episode # | Dato               | Legende eller emne                   | Deltagere                                                                                     | Sange                                                                                              | Vinder (stemmer)                    |
| --------- | ------------------ | ------------------------------------ | --------------------------------------------------------------------------------------------- | -------------------------------------------------------------------------------------------------- | ----------------------------------- |
| 232       | January 2, 2016    | Songs of Hope Special                | Lazybone                                                                                      | Tearful Tumen River (눈물 젖은 두만강)                                                             | Seomoon Tak (443)                   |
| 232       | January 2, 2016    | Songs of Hope Special                | Kim Jung-min                                                                                  | Reason for Existing (존쟁의 이유)                                                                  | Seomoon Tak (443)                   |
| 232       | January 2, 2016    | Songs of Hope Special                | Park Ki-young                                                                                 | Nella Fantasia (넬라 판타지아)                                                                     | Seomoon Tak (443)                   |
| 232       | January 2, 2016    | Songs of Hope Special                | ALi                                                                                           | Does Anyone Know This Person (누가 이 사람을 모르시나요)                                           | Seomoon Tak (443)                   |
| 232       | January 2, 2016    | Songs of Hope Special                | Byul                                                                                          | Farewell (이 별)                                                                                   | Seomoon Tak (443)                   |
| 232       | January 2, 2016    | Songs of Hope Special                | The One feat. Jin Min-ho                                                                      | Arirang All Alone (홀로 아리랑)                                                                    | Seomoon Tak (443)                   |
| 232       | January 2, 2016    | Songs of Hope Special                | Seomoon Tak                                                                                   | Hand in Hand (손에 손잡고)                                                                         | Seomoon Tak (443)                   |
| 233       | January 9, 2016    | Married Couples Special              | Kim Ji-woo & Raymon Kim                                                                       | Unpredictable Life (알 수 없는 인생)                                                               | Poppin Hyun-joon & Park Ae-ri (424) |
| 233       | January 9, 2016    | Married Couples Special              | Heo Gyu & Shin Dong-mi                                                                        | Dream of a Doll (인형의 꿈)                                                                        | Poppin Hyun-joon & Park Ae-ri (424) |
| 233       | January 9, 2016    | Married Couples Special              | Kim So-hyun & Son Jun-ho                                                                      | Phantom of the Opera (오페라의 유령)                                                               | Poppin Hyun-joon & Park Ae-ri (424) |
| 233       | January 9, 2016    | Married Couples Special              | Park Jung-gyu & Jin Song-a                                                                    | Love & Musical (사랑&뮤지컬)                                                                       | Poppin Hyun-joon & Park Ae-ri (424) |
| 233       | January 9, 2016    | Married Couples Special              | Poppin Hyun-joon & Park Ae-ri                                                                 | Whale Hunting (고래사냥)                                                                           | Poppin Hyun-joon & Park Ae-ri (424) |
| 233       | January 9, 2016    | Married Couples Special              | Yoon Hyung-bin & Jung Kyung-mi                                                                | I’m Sorry (미안해요)                                                                               | Poppin Hyun-joon & Park Ae-ri (424) |
| 234       | January 16, 2016   | Oh Seung-geun & Jo Hang-jo           | December                                                                                      | The Boat Girl (처녀 뱃사공)                                                                        | Park Sang-min (432)                 |
| 234       | January 16, 2016   | Oh Seung-geun & Jo Hang-jo           | Horan                                                                                         | If (만약에)                                                                                        | Park Sang-min (432)                 |
| 234       | January 16, 2016   | Oh Seung-geun & Jo Hang-jo           | Kim Bada                                                                                      | What’s Wrong With My Age (내 나이가 어때서)                                                        | Park Sang-min (432)                 |
| 234       | January 16, 2016   | Oh Seung-geun & Jo Hang-jo           | Purfles                                                                                       | Be Nice While You Can (있을 때 잘해)                                                               | Park Sang-min (432)                 |
| 234       | January 16, 2016   | Oh Seung-geun & Jo Hang-jo           | Stephanie                                                                                     | You Leave (떠나는 임아)                                                                            | Park Sang-min (432)                 |
| 234       | January 16, 2016   | Oh Seung-geun & Jo Hang-jo           | Park Sang-min                                                                                 | Lie (거짓말)                                                                                       | Park Sang-min (432)                 |
| 234       | January 16, 2016   | Oh Seung-geun & Jo Hang-jo           | Ulala Session                                                                                 | Find Love Find Life (사랑 찾아 인생 찾아)                                                          | Park Sang-min (432)                 |
| 235       | January 23, 2016   | Kim Kwang-seok                       | MONNI                                                                                         | Although I Loved You (사랑했지만)                                                                  | Lee Se-joon (408)                   |
| 235       | January 23, 2016   | Kim Kwang-seok                       | Roy Kim                                                                                       | At Around Thirty (서른 즈음에)                                                                     | Lee Se-joon (408)                   |
| 235       | January 23, 2016   | Kim Kwang-seok                       | Ryeowook                                                                                      | My Song (나의 노래)                                                                                | Lee Se-joon (408)                   |
| 235       | January 23, 2016   | Kim Kwang-seok                       | Son Seung-yeon                                                                                | Stand Up (일어나)                                                                                  | Lee Se-joon (408)                   |
| 235       | January 23, 2016   | Kim Kwang-seok                       | Lee Se-joon                                                                                   | Love That Hurt Too Much (너무 아픈 사랑은 사랑이 아니었음을)                                       | Lee Se-joon (408)                   |
| 235       | January 23, 2016   | Kim Kwang-seok                       | Lee Hae Ri                                                                                    | To You (너에게)                                                                                    | Lee Se-joon (408)                   |
| 236       | January 30, 2016   | Kim Kwang-seok                       | Park Ki-young                                                                                 | Story of an Old Couple (어느 60대 노부부 이야기)                                                   | Kim Feel (443)                      |
| 236       | January 30, 2016   | Kim Kwang-seok                       | Sweet Sorrow                                                                                  | With the Heart to Forget you (잊어야 한다는 마음으로)                                              | Kim Feel (443)                      |
| 236       | January 30, 2016   | Kim Kwang-seok                       | Haena                                                                                         | The Private’s Letter (이등병의 편지)                                                               | Kim Feel (443)                      |
| 236       | January 30, 2016   | Kim Kwang-seok                       | Stephanie                                                                                     | Becoming Dust (먼지가 되어)                                                                        | Kim Feel (443)                      |
| 236       | January 30, 2016   | Kim Kwang-seok                       | Homme                                                                                         | Those Days (그날들)                                                                                | Kim Feel (443)                      |
| 236       | January 30, 2016   | Kim Kwang-seok                       | Kim Feel                                                                                      | Wait for Me (기다려줘)                                                                             | Kim Feel (443)                      |
| 237       | February 6, 2016   | Lunar New Year Special               | Park Sang-min                                                                                 | Nillili Mambo (늴리리 맘보)                                                                        | Sweet Sorrow (439)                  |
| 237       | February 6, 2016   | Lunar New Year Special               | Son Seung-yeon                                                                                | Dream (꿈)                                                                                         | Sweet Sorrow (439)                  |
| 237       | February 6, 2016   | Lunar New Year Special               | Stephanie                                                                                     | Lost Umbrella (잃어버린 우산)                                                                      | Sweet Sorrow (439)                  |
| 237       | February 6, 2016   | Lunar New Year Special               | Byul                                                                                          | Come Back to Me Again (그대 내게 다시)                                                             | Sweet Sorrow (439)                  |
| 237       | February 6, 2016   | Lunar New Year Special               | Hong Kyung-min                                                                                | Rose (장미)                                                                                        | Sweet Sorrow (439)                  |
| 237       | February 6, 2016   | Lunar New Year Special               | Sweet Sorrow                                                                                  | Saturday Night (토요일 밤에)                                                                       | Sweet Sorrow (439)                  |
| 237       | February 6, 2016   | Lunar New Year Special               | Poppin Hyun-joon & Park Ae-ri                                                                 | During My Life & Song of Hope (사노라면&희망가)                                                    | Sweet Sorrow (439)                  |
| 238       | February 13, 2016  | Choi Baek-ho                         | Son Jun-ho feat. Kim Sang-jin & Park Jeong-taek                                               | Run (뛰어)                                                                                         | Lyn (437)                           |
| 238       | February 13, 2016  | Choi Baek-ho                         | Nam Sang-il                                                                                   | About Romance (낭만에 대하여)                                                                      | Lyn (437)                           |
| 238       | February 13, 2016  | Choi Baek-ho                         | Park Ki-young                                                                                 | Right (그쟈)                                                                                       | Lyn (437)                           |
| 238       | February 13, 2016  | Choi Baek-ho                         | Kim Bo-kyung                                                                                  | My Heart Has Nowhere (내 마음 갈 곳을 잃어)                                                        | Lyn (437)                           |
| 238       | February 13, 2016  | Choi Baek-ho                         | Sweet Sorrow                                                                                  | The Night Before Army Enlistment (입영전야)                                                        | Lyn (437)                           |
| 238       | February 13, 2016  | Choi Baek-ho                         | Lazybone                                                                                      | The Friend From Yeongil Bay (영일만 친구)                                                          | Lyn (437)                           |
| 238       | February 13, 2016  | Choi Baek-ho                         | Lyn                                                                                           | Father (애비)                                                                                      | Lyn (437)                           |
| 239       | February 20, 2016  | Oh Tae-ho                            | DickPunks                                                                                     | Farewell Unlike Farewell (이별 아닌 이별)                                                          | Jung Dong Ha (427)                  |
| 239       | February 20, 2016  | Oh Tae-ho                            | Hong Ji-min                                                                                   | If Only I Began (나만 시작한다면)                                                                  | Jung Dong Ha (427)                  |
| 239       | February 20, 2016  | Oh Tae-ho                            | Sweet Sorrow                                                                                  | Humble Confession (화려하지 않은 고백)                                                             | Jung Dong Ha (427)                  |
| 239       | February 20, 2016  | Oh Tae-ho                            | Jung Dong Ha                                                                                  | My Love By My Side (내 사랑 내 곁에)                                                               | Jung Dong Ha (427)                  |
| 239       | February 20, 2016  | Oh Tae-ho                            | Jungin                                                                                        | Even If A Memorable Day Comes (기억날 그 날이 와도)                                                | Jung Dong Ha (427)                  |
| 239       | February 20, 2016  | Oh Tae-ho                            | Park Ki-young                                                                                 | A Night's Dream (하룻밤의 꿈)                                                                      | Jung Dong Ha (427)                  |
| 239       | February 20, 2016  | Oh Tae-ho                            | Lee Ye-joon                                                                                   | Between Love and Friendship (사랑과 우정 사이)                                                     | Jung Dong Ha (427)                  |
| 240       | February 27, 2016  | Min Hae-kyung                        | Lee Ye-joon                                                                                   | No More Love (사랑은 이제 그만)                                                                    | Stephanie (421)                     |
| 240       | February 27, 2016  | Min Hae-kyung                        | Horan                                                                                         | My Heart Is By Your Side (내 마음 당신 곁으로)                                                     | Stephanie (421)                     |
| 240       | February 27, 2016  | Min Hae-kyung                        | Ben                                                                                           | My Life Is Mine (내 인생은 나의 것)                                                                | Stephanie (421)                     |
| 240       | February 27, 2016  | Min Hae-kyung                        | Moon Myung-jin feat. DinDin                                                                   | You Are A Rose (그대 모습은 장미)                                                                  | Stephanie (421)                     |
| 240       | February 27, 2016  | Min Hae-kyung                        | Mamamoo                                                                                       | Love Story Of A Girl (어느 소녀의 사랑 이야기)                                                     | Stephanie (421)                     |
| 240       | February 27, 2016  | Min Hae-kyung                        | 2BiC                                                                                          | Though You Are Smiling Like A Doll (그대는 인형처럼 웃고 잇지만)                                   | Stephanie (421)                     |
| 240       | February 27, 2016  | Min Hae-kyung                        | Stephanie                                                                                     | The Face I Miss (보고 싶은 얼굴)                                                                   | Stephanie (421)                     |
| 241       | March 5, 2016      | Kim Jong-seo                         | Chorus of Five (Lee Se-joon, Stephanie, DK, Son Jun-ho & Kim Yeon-ji)                         | Beautiful Restriction (아름다운 구속)                                                              | Fierce Band (437)                   |
| 241       | March 5, 2016      | Kim Jong-seo                         | Lee Ye-joon                                                                                   | I Am Going To Leave Becoming A Bird (새가 되어 가리)                                               | Fierce Band (437)                   |
| 241       | March 5, 2016      | Kim Jong-seo                         | ALi                                                                                           | Epilogue (에필로그)                                                                                | Fierce Band (437)                   |
| 241       | March 5, 2016      | Kim Jong-seo                         | Moon Myung-jin                                                                                | Winter Rain (겨울비)                                                                               | Fierce Band (437)                   |
| 241       | March 5, 2016      | Kim Jong-seo                         | Fierce Band (Hong Kyung-min, Son Seung-yeon, Kim Bada, Jo Jung-min & Park Ga-Ram (DickPunks)) | Plastic Syndrome (플라스틱 신드롬)                                                                 | Fierce Band (437)                   |
| 241       | March 5, 2016      | Kim Jong-seo                         | Park Ki-young                                                                                 | Still Now (그래도 이제는)                                                                          | Fierce Band (437)                   |
| 241       | March 5, 2016      | Kim Jong-seo                         | Seomoon Tak                                                                                   | You Do Not Answer (대답 없는 너)                                                                   | Fierce Band (437)                   |
| 242       | March 12, 2016     | Songwriter Park Chun-seok            | Park Ki-young                                                                                 | Met The Man From The Lakeside (호반에서 만난 사람)                                                 | Im Tae-kyung (411)                  |
| 242       | March 12, 2016     | Songwriter Park Chun-seok            | Nam Sang-il                                                                                   | The Island Teacher (섬마을 선생님)                                                                 | Im Tae-kyung (411)                  |
| 242       | March 12, 2016     | Songwriter Park Chun-seok            | Brave Girls                                                                                   | Mapo Terminal (마포종점)                                                                           | Im Tae-kyung (411)                  |
| 242       | March 12, 2016     | Songwriter Park Chun-seok            | Im Tae-kyung                                                                                  | I Can Not Forget (못 잊어)                                                                         | Im Tae-kyung (411)                  |
| 242       | March 12, 2016     | Songwriter Park Chun-seok            | Eric Nam                                                                                      | Separation of Airport (공항의 이별)                                                                | Im Tae-kyung (411)                  |
| 242       | March 12, 2016     | Songwriter Park Chun-seok            | Kim Jung-min                                                                                  | Should Have A Beautiful Heart (마음이 고와야지)                                                    | Im Tae-kyung (411)                  |
| 243       | March 19, 2016     | Songwriter Park Chun-seok            | Son Jun-ho feat. Kim Sang-jin & Park Jeong-taek                                               | Empty Glass (빈잔)                                                                                 | Kim Kyung-ho (442)                  |
| 243       | March 19, 2016     | Songwriter Park Chun-seok            | GFriend                                                                                       | The Thorn Birds (가시나무새)                                                                       | Kim Kyung-ho (442)                  |
| 243       | March 19, 2016     | Songwriter Park Chun-seok            | Kim Tae-woo                                                                                   | Heart Is Painful (가슴 아프게)                                                                     | Kim Kyung-ho (442)                  |
| 243       | March 19, 2016     | Songwriter Park Chun-seok            | Big Brain                                                                                     | Turn Waterwheel (물레방아 도는데)                                                                  | Kim Kyung-ho (442)                  |
| 243       | March 19, 2016     | Songwriter Park Chun-seok            | Stephanie                                                                                     | Elegy of Twilight (황혼의 엘레지)                                                                  | Kim Kyung-ho (442)                  |
| 243       | March 19, 2016     | Songwriter Park Chun-seok            | Kim Kyung-ho                                                                                  | Early Rain (초우)                                                                                  | Kim Kyung-ho (442)                  |
| 244       | March 26, 2016     | Actors Special                       | Park Jun-gyu feat. Park Jong-chan                                                             | You Can Do It (넌 할 수 있어)                                                                      | Kim Seung-woo (419)                 |
| 244       | March 26, 2016     | Actors Special                       | Lee Ah-hyun                                                                                   | Sad Fate (슬픈 인연)                                                                               | Kim Seung-woo (419)                 |
| 244       | March 26, 2016     | Actors Special                       | Im Chae-moo                                                                                   | A Song For My Wife (아내에게 바치는 노래)                                                          | Kim Seung-woo (419)                 |
| 244       | March 26, 2016     | Actors Special                       | Park Jun-geum feat. Bae Da-hae                                                                | After The Night (이 밤이 지나면)                                                                   | Kim Seung-woo (419)                 |
| 244       | March 26, 2016     | Actors Special                       | Kim Ji-woo feat. Kang Woung-gon & Oh Ji-young                                                 | It's Raining Men (하늘에서 남자들이 비처럼 내려와)                                                 | Kim Seung-woo (419)                 |
| 244       | March 26, 2016     | Actors Special                       | Kim Seung-woo feat. Choi Ho-Joong, Yoon Da-young & Lee Seung-yeon                             | Youth (청춘) & Don't Worry, My Dear (걱정 말아요, 그대)                                            | Kim Seung-woo (419)                 |
| 245       | April 2, 2016      | Composer Ha Kwang-hoon               | Park Sang-min                                                                                 | Nillili Mambo (늴리리 맘보)                                                                        | Lazybone (435)                      |
| 245       | April 2, 2016      | Composer Ha Kwang-hoon               | Jung Dong-ha                                                                                  | Swamp (늪)                                                                                         | Lazybone (435)                      |
| 245       | April 2, 2016      | Composer Ha Kwang-hoon               | Park Sang-min                                                                                 | Promise (약속)                                                                                     | Lazybone (435)                      |
| 245       | April 2, 2016      | Composer Ha Kwang-hoon               | Kangnam feat. Boi B                                                                           | Becoming Alone (홀로 된다는 것)                                                                    | Lazybone (435)                      |
| 245       | April 2, 2016      | Composer Ha Kwang-hoon               | Lim Jeong-hee                                                                                 | It’s Only Love (사랑일 뿐야)                                                                       | Lazybone (435)                      |
| 245       | April 2, 2016      | Composer Ha Kwang-hoon               | Lazybone                                                                                      | Friends Like Rest (휴식 같은 핀구)                                                                 | Lazybone (435)                      |
| 245       | April 2, 2016      | Composer Ha Kwang-hoon               | Hong Ji-min                                                                                   | To You Again (너에게로 쪼자시)                                                                     | Lazybone (435)                      |
| 246       | April 9, 2016      | Park In-hee                          | V.O.S                                                                                         | A Promise (약속)                                                                                   | Kim So-hyun & Son Jun-ho (417)      |
| 246       | April 9, 2016      | Park In-hee                          | Park Ki-young                                                                                 | As Time Passes (세월이 가면)                                                                       | Kim So-hyun & Son Jun-ho (417)      |
| 246       | April 9, 2016      | Park In-hee                          | Nam Kyeong-ju & Lee Hyun-woo                                                                  | Wanderer (방랑자)                                                                                  | Kim So-hyun & Son Jun-ho (417)      |
| 246       | April 9, 2016      | Park In-hee                          | Kim So-hyun & Son Jun-ho                                                                      | Between The Missed Ones (그리운 사람끼리)                                                          | Kim So-hyun & Son Jun-ho (417)      |
| 246       | April 9, 2016      | Park In-hee                          | Jatanpung                                                                                     | Spring Comes The Pathway (봄이 오는 소리)                                                          | Kim So-hyun & Son Jun-ho (417)      |
| 246       | April 9, 2016      | Park In-hee                          | Son Seung-yeon                                                                                | White Shell (하얀 조가비)                                                                          | Kim So-hyun & Son Jun-ho (417)      |
| 246       | April 9, 2016      | Park In-hee                          | Lee Se-joon                                                                                   | Fire in the Open Air (모닥불)                                                                      | Kim So-hyun & Son Jun-ho (417)      |
| 247       | April 16, 2016     | Lyricist Kim Dong-chan               | MATILDA                                                                                       | Garden Balsam Feelings (봉선화 연정)                                                               | Kim Kyung-ho (421)                  |
| 247       | April 16, 2016     | Lyricist Kim Dong-chan               | Kim Kyung-ho                                                                                  | Sling (돌팔매)                                                                                     | Kim Kyung-ho (421)                  |
| 247       | April 16, 2016     | Lyricist Kim Dong-chan               | U Sung-eun                                                                                    | Four Beats (네 박자)                                                                               | Kim Kyung-ho (421)                  |
| 247       | April 16, 2016     | Lyricist Kim Dong-chan               | Kim Tae-woo                                                                                   | Fire of Love (사랑의 모닥불)                                                                       | Kim Kyung-ho (421)                  |
| 247       | April 16, 2016     | Lyricist Kim Dong-chan               | Bae Da-hae                                                                                    | Label of Love (사랑의 이름표)                                                                      | Kim Kyung-ho (421)                  |
| 247       | April 16, 2016     | Lyricist Kim Dong-chan               | Song So Hee                                                                                   | Love And Seasons (사랑과 계절)                                                                     | Kim Kyung-ho (421)                  |
| 247       | April 16, 2016     | Lyricist Kim Dong-chan               | Son Jun-ho feat. Kim Sang-jin                                                                 | Nest (둥지)                                                                                        | Kim Kyung-ho (421)                  |
| 248       | April 23, 2016     | Spring Special                       | Annyeongbada feat. EZ (Ggotjam Project)                                                       | Cocktail Love (칵테일 사랑)                                                                        | No Brain (439)                      |
| 248       | April 23, 2016     | Spring Special                       | ALi                                                                                           | Spring Rain (봄비)                                                                                 | No Brain (439)                      |
| 248       | April 23, 2016     | Spring Special                       | Bae Da-hae                                                                                    | Rose (장미)                                                                                        | No Brain (439)                      |
| 248       | April 23, 2016     | Spring Special                       | Nam Sang-il                                                                                   | Like a Swallow (제비처럼)                                                                          | No Brain (439)                      |
| 248       | April 23, 2016     | Spring Special                       | Kim Jung-min                                                                                  | Spring Rain (봄비)                                                                                 | No Brain (439)                      |
| 248       | April 23, 2016     | Spring Special                       | Lyn                                                                                           | The Wild Rose (찔레꽃)                                                                             | No Brain (439)                      |
| 248       | April 23, 2016     | Spring Special                       | No Brain                                                                                      | Love Grass (풀잎사랑)                                                                              | No Brain (439)                      |
| 249       | April 30, 2016     | Yoon Soo-il                          | Bae Da-hae feat. Royal Pirates                                                                | Anything But Love (사랑만은 않겠어요)                                                              | Mamamoo (433)                       |
| 249       | April 30, 2016     | Yoon Soo-il                          | Kangnam                                                                                       | Apartment (아파트)                                                                                 | Mamamoo (433)                       |
| 249       | April 30, 2016     | Yoon Soo-il                          | Clazziquai                                                                                    | Beautiful (아름다워)                                                                               | Mamamoo (433)                       |
| 249       | April 30, 2016     | Yoon Soo-il                          | Kim Jong-seo & Hong Kyung-min feat. Romantic Punch                                            | Second Home (제2의 고향)                                                                           | Mamamoo (433)                       |
| 249       | April 30, 2016     | Yoon Soo-il                          | Mamamoo                                                                                       | Wonderful Confession (황홀한 고벡)                                                                 | Mamamoo (433)                       |
| 249       | April 30, 2016     | Yoon Soo-il                          | Lim Jeong-hee                                                                                 | Memory (추억)                                                                                      | Mamamoo (433)                       |
| 249       | April 30, 2016     | Yoon Soo-il                          | Rose Motel                                                                                    | Don’t Leave (떠나지마)                                                                             | Mamamoo (433)                       |
| 250       | May 7, 2016        | Lyricist Kang Eun-kyung              | Kim Ba-da                                                                                     | Can’t Have You (가질 수 앖는 너)                                                                   | Son Seung-yeon (421)                |
| 250       | May 7, 2016        | Lyricist Kang Eun-kyung              | VIXX                                                                                          | The Last Match (마지막 승부)                                                                       | Son Seung-yeon (421)                |
| 250       | May 7, 2016        | Lyricist Kang Eun-kyung              | Hong Dae-kwang                                                                                | Do You Know (아시나요)                                                                             | Son Seung-yeon (421)                |
| 250       | May 7, 2016        | Lyricist Kang Eun-kyung              | Son Seung-yeon                                                                                | Forbidden Love (금지된 사랑)                                                                       | Son Seung-yeon (421)                |
| 250       | May 7, 2016        | Lyricist Kang Eun-kyung              | Poppin Hyun-joon & Park Ae-ri                                                                 | If I Leave (나가거든)                                                                              | Son Seung-yeon (421)                |
| 250       | May 7, 2016        | Lyricist Kang Eun-kyung              | Kim Yeon-ji                                                                                   | My Own Grief (나만의 슬픔)                                                                         | Son Seung-yeon (421)                |
| 250       | May 7, 2016        | Lyricist Kang Eun-kyung              | Nunsense II (Park Hae-mi, Lee Tae-won, Ryu Su-hwa) feat. DinDin                               | Murphy’s Law (머피의 법칙)                                                                         | Son Seung-yeon (421)                |
| 251       | May 14, 2016       | Month of Gratitude Special           | Shin Yeon-ah (Big Mama) & Lee Dong-woo                                                        | In My Dream (꿈에)                                                                                 | Choi Baek-ho & Lyn (439)            |
| 251       | May 14, 2016       | Month of Gratitude Special           | Jeon In-kwon & Lee Hi                                                                         | It’s Only My World (그것만이 내 세상)                                                              | Choi Baek-ho & Lyn (439)            |
| 251       | May 14, 2016       | Month of Gratitude Special           | Han Pa-so & Park Ki-young                                                                     | Rose of Betrayal (배반의 장미)                                                                     | Choi Baek-ho & Lyn (439)            |
| 251       | May 14, 2016       | Month of Gratitude Special           | Ahn Sook-sun & Nam Sang-il                                                                    | Heungboga (훙보가)                                                                                 | Choi Baek-ho & Lyn (439)            |
| 251       | May 14, 2016       | Month of Gratitude Special           | Jung Hoon-hee & Yoon Hee-seok                                                                 | Kimchi Blues (김치 빌루스)                                                                         | Choi Baek-ho & Lyn (439)            |
| 251       | May 14, 2016       | Month of Gratitude Special           | Choi Baek-ho & Lyn                                                                            | Confined (멍에)                                                                                    | Choi Baek-ho & Lyn (439)            |
| 252       | May 21, 2016       | Choi Kyung-soo & Ham Jung-a          | Son Jun-ho                                                                                    | Two Shadows in the Fog (안개 속의 구 그림자)                                                       | Kim Jang-hoon (428)                 |
| 252       | May 21, 2016       | Choi Kyung-soo & Ham Jung-a          | Kim Hyung-joong                                                                               | If I Had Loved Someone (내게도 사랑이)                                                             | Kim Jang-hoon (428)                 |
| 252       | May 21, 2016       | Choi Kyung-soo & Ham Jung-a          | Kangnam                                                                                       | Thing Called Happiness (헹복이란)                                                                  | Kim Jang-hoon (428)                 |
| 252       | May 21, 2016       | Choi Kyung-soo & Ham Jung-a          | December                                                                                      | Can You Return (돌려줄 수 없나요)                                                                  | Kim Jang-hoon (428)                 |
| 252       | May 21, 2016       | Choi Kyung-soo & Ham Jung-a          | Park Ki-young                                                                                 | Heard It Through the Grapevine (풍문으로 들었소)                                                   | Kim Jang-hoon (428)                 |
| 252       | May 21, 2016       | Choi Kyung-soo & Ham Jung-a          | Twice                                                                                         | Y.M.C.A                                                                                            | Kim Jang-hoon (428)                 |
| 252       | May 21, 2016       | Choi Kyung-soo & Ham Jung-a          | Kim Jang-hoon                                                                                 | Unacceptable (아니야)                                                                              | Kim Jang-hoon (428)                 |
| 253       | May 28, 2016       | Composer Baek Yeong-ho               | Kim Bo-kyung                                                                                  | Sorrowful Serenade (추억의 소야곡)                                                                 | Song So Hee (393)                   |
| 253       | May 28, 2016       | Composer Baek Yeong-ho               | Boohwal                                                                                       | Journey (여로)                                                                                     | Song So Hee (393)                   |
| 253       | May 28, 2016       | Composer Baek Yeong-ho               | Song So Hee                                                                                   | Haeundae Elegy (해운대 엘레지)                                                                     | Song So Hee (393)                   |
| 253       | May 28, 2016       | Composer Baek Yeong-ho               | Homme                                                                                         | I Will Confess Today (오늘은 고벡한다)                                                             | Song So Hee (393)                   |
| 253       | May 28, 2016       | Composer Baek Yeong-ho               | Kim Tae-woo                                                                                   | Camellia Lady (동백 아가씨)                                                                        | Song So Hee (393)                   |
| 253       | May 28, 2016       | Composer Baek Yeong-ho               | Park Mi-kyung                                                                                 | Lady (아씨)                                                                                        | Song So Hee (393)                   |
| 253       | May 28, 2016       | Composer Baek Yeong-ho               | Sam Kim                                                                                       | Chupung Pass (추풍령)                                                                              | Song So Hee (393)                   |
| 254       | June 4, 2016       | Lee Hyun-woo & Kim Jung-min          | Lim Jeong-hee                                                                                 | The Day After You Left (헤어진 다음날)                                                             | V.O.S (441)                         |
| 254       | June 4, 2016       | Lee Hyun-woo & Kim Jung-min          | Seomoon Tak                                                                                   | Endless Love (무한지애)                                                                            | V.O.S (441)                         |
| 254       | June 4, 2016       | Lee Hyun-woo & Kim Jung-min          | Royal Pirates                                                                                 | I Have to Forget You (슬픔 속에 그댈 지워야만 해)                                                  | V.O.S (441)                         |
| 254       | June 4, 2016       | Lee Hyun-woo & Kim Jung-min          | Hong Kyung-min                                                                                | Sad Promise (실픈 언약식)                                                                          | V.O.S (441)                         |
| 254       | June 4, 2016       | Lee Hyun-woo & Kim Jung-min          | Jung Dong-ha                                                                                  | Boom Boom Boom (붐붐붐)                                                                            | V.O.S (441)                         |
| 254       | June 4, 2016       | Lee Hyun-woo & Kim Jung-min          | Nam Woo-hyun (Infinite)                                                                       | Last Promise (마지막 약속)                                                                         | V.O.S (441)                         |
| 254       | June 4, 2016       | Lee Hyun-woo & Kim Jung-min          | V.O.S                                                                                         | Dream (꿈)                                                                                         | V.O.S (441)                         |
| 255       | June 11, 2016      | Hong Seo-bum                         | Kim Ji-woo feat. Osina, Kang Woung-gon                                                        | My Love to You (내 사랑 투유)                                                                      | Rose Motel (435)                    |
| 255       | June 11, 2016      | Hong Seo-bum                         | Muzie                                                                                         | A Prayer of Bereft Leftovers (가난한 연인들의 가도)                                                | Rose Motel (435)                    |
| 255       | June 11, 2016      | Hong Seo-bum                         | Clazziquai                                                                                    | The Night You Left (그대 떠난 이 밤에)                                                             | Rose Motel (435)                    |
| 255       | June 11, 2016      | Hong Seo-bum                         | I.O.I                                                                                         | It's Fire Play (불놀이야)                                                                          | Rose Motel (435)                    |
| 255       | June 11, 2016      | Hong Seo-bum                         | Son Seung-yeon                                                                                | Want Ad (구인광고)                                                                                 | Rose Motel (435)                    |
| 255       | June 11, 2016      | Hong Seo-bum                         | Rose Motel                                                                                    | Kim Satgat (감삿갓)                                                                                | Rose Motel (435)                    |
| 255       | June 11, 2016      | Hong Seo-bum                         | Lee Su-hyeon (Akdong Musician)                                                                | I Did Not Want Love From You (나는 당신께 사랑을 원하지 않맜어요)                                  | Rose Motel (435)                    |
| 256       | June 18, 2016      | Harmony with Lee Seung-chul          | Kim Feel                                                                                      | Don't Tell Me Goodbye (안녕이라고 말하지마)                                                        | Lee Hae Ri (439)                    |
| 256       | June 18, 2016      | Harmony with Lee Seung-chul          | Son Ho-young                                                                                  | My Love                                                                                            | Lee Hae Ri (439)                    |
| 256       | June 18, 2016      | Harmony with Lee Seung-chul          | Jung Eun-ji                                                                                   | Destiny (인연)                                                                                     | Lee Hae Ri (439)                    |
| 256       | June 18, 2016      | Harmony with Lee Seung-chul          | Niel (Teen Top) & Changjo                                                                     | Even Today (오늘도 난)                                                                             | Lee Hae Ri (439)                    |
| 256       | June 18, 2016      | Harmony with Lee Seung-chul          | Jung-in                                                                                       | Western Sky (사쪽 하늘)                                                                            | Lee Hae Ri (439)                    |
| 256       | June 18, 2016      | Harmony with Lee Seung-chul          | Lee Hae Ri                                                                                    | Jasmine (말리꽃)                                                                                   | Lee Hae Ri (439)                    |
| 257       | June 25, 2016      | Memorial Day Special                 | Lazybone                                                                                      | To the Land of Happiness (행복의 나라로)                                                           | Lee Yeong-hyeon (429)               |
| 257       | June 25, 2016      | Memorial Day Special                 | Kim Tae-woo                                                                                   | The Land of the Morning Calm (아침의 나라에서)                                                     | Lee Yeong-hyeon (429)               |
| 257       | June 25, 2016      | Memorial Day Special                 | JK Kim Dong-wook                                                                              | Holy Arirang (홀로 아리랑)                                                                         | Lee Yeong-hyeon (429)               |
| 257       | June 25, 2016      | Memorial Day Special                 | ALi                                                                                           | Morning Dew (아침 이슬)                                                                            | Lee Yeong-hyeon (429)               |
| 257       | June 25, 2016      | Memorial Day Special                 | Kai                                                                                           | Wood Monument (비목)                                                                               | Lee Yeong-hyeon (429)               |
| 257       | June 25, 2016      | Memorial Day Special                 | Park Ki-young                                                                                 | Coordination (조율)                                                                                | Lee Yeong-hyeon (429)               |
| 257       | June 25, 2016      | Memorial Day Special                 | Lee Yeong-hyeon                                                                               | Beautiful Land (아름다운 나라)                                                                     | Lee Yeong-hyeon (429)               |
| 258       | July 2, 2016       | First Half of 2016 Winners           | Kim Kyung-ho                                                                                  | Be Mine Forever (영원히 내게)                                                                      | Kim So-hyun & Son Jun-ho (431)      |
| 258       | July 2, 2016       | First Half of 2016 Winners           | Poppin Hyun Joon & Park Ae-ri                                                                 | Dear Friend (친구여)                                                                               | Kim So-hyun & Son Jun-ho (431)      |
| 258       | July 2, 2016       | First Half of 2016 Winners           | Kim Jang-hoon                                                                                 | Red Sunset Glow (붉은 노을)                                                                        | Kim So-hyun & Son Jun-ho (431)      |
| 258       | July 2, 2016       | First Half of 2016 Winners           | Kim So-hyun & Son Jun-ho                                                                      | Memory                                                                                             | Kim So-hyun & Son Jun-ho (431)      |
| 258       | July 2, 2016       | First Half of 2016 Winners           | Seomoon Tak                                                                                   | Beautiful Rivers and Mountains (아름다운 강산)                                                     | Kim So-hyun & Son Jun-ho (431)      |
| 258       | July 2, 2016       | First Half of 2016 Winners           | Rose Motel                                                                                    | Let's Go To The Beach (해변으로 가요)                                                              | Kim So-hyun & Son Jun-ho (431)      |
| 258       | July 2, 2016       | First Half of 2016 Winners           | Son Seung-yeon                                                                                | Remember (기억해 줘)                                                                               | Kim So-hyun & Son Jun-ho (431)      |
| 259       | July 9, 2016       | Yang Soo-kyung                       | ALi                                                                                           | Avoidance (외면)                                                                                   | Moon Myung-jin (413)                |
| 259       | July 9, 2016       | Yang Soo-kyung                       | The Lush                                                                                      | When Tomorrow Comes (내일이 오면)                                                                  | Moon Myung-jin (413)                |
| 259       | July 9, 2016       | Yang Soo-kyung                       | Muzie                                                                                         | Where is the End of Goodbye (이별의 끝은 어디인가요)                                               | Moon Myung-jin (413)                |
| 259       | July 9, 2016       | Yang Soo-kyung                       | No Brain                                                                                      | Love is a Cold Temptation (사랑은 차가운 유혹)                                                     | Moon Myung-jin (413)                |
| 259       | July 9, 2016       | Yang Soo-kyung                       | Nam Woo-hyun                                                                                  | An End I Do Not Understand (알 수 없는 이별)                                                       | Moon Myung-jin (413)                |
| 259       | July 9, 2016       | Yang Soo-kyung                       | Moon Myung-jin                                                                                | I Can't Bear To See You (바라볼 수 없는 그대)                                                      | Moon Myung-jin (413)                |
| 260       | July 16, 2016      | Yang Soo-kyung                       | Jung Dong Ha                                                                                  | Where Are You? (당신은 어디에 있나요)                                                              | Lee Yeong-hyeon (434)               |
| 260       | July 16, 2016      | Yang Soo-kyung                       | KCM                                                                                           | Destiny (인연)                                                                                     | Lee Yeong-hyeon (434)               |
| 260       | July 16, 2016      | Yang Soo-kyung                       | Yoon Soo-hyun                                                                                 | I Want To Forget (잊을래)                                                                          | Lee Yeong-hyeon (434)               |
| 260       | July 16, 2016      | Yang Soo-kyung                       | Solji                                                                                         | Love Is Like Rain Outside My Window (사랑은 창밖에 빗물 같아요)                                    | Lee Yeong-hyeon (434)               |
| 260       | July 16, 2016      | Yang Soo-kyung                       | Lee Yeong-hyeon                                                                               | What I Couldn't Say (못다 한 고백)                                                                 | Lee Yeong-hyeon (434)               |
| 260       | July 16, 2016      | Yang Soo-kyung                       | Ben                                                                                           | You (그대는)                                                                                       | Lee Yeong-hyeon (434)               |
| 261       | July 23, 2016      | Summer story with friends            | Sohyang & JK Kim Dong-wook                                                                    | Childish Adult (어른 아이)                                                                         | Vibe (437)                          |
| 261       | July 23, 2016      | Summer story with friends            | Hong Kyung-min & Cha Tae-hyun                                                                 | I Wait Everyday (매일 매일 기다려)                                                                 | Vibe (437)                          |
| 261       | July 23, 2016      | Summer story with friends            | Yangpa & Sam Kim                                                                              | Because I Love You (사랑하기 때문에)                                                               | Vibe (437)                          |
| 261       | July 23, 2016      | Summer story with friends            | Vibe                                                                                          | I Want To Cry (울고 싶어라)                                                                        | Vibe (437)                          |
| 261       | July 23, 2016      | Summer story with friends            | Nam Geong-ju & Choi Jung-won                                                                  | Almost Paradise                                                                                    | Vibe (437)                          |
| 261       | July 23, 2016      | Summer story with friends            | Kim Tae-won & Kim Jong-seo                                                                    | Memory III (회상 III)                                                                              | Vibe (437)                          |
| 262       | July 30, 2016      | Songwriter Ahn Chi-haeng             | Hong Kyung-min                                                                                | Oh, Wind (아 바람이여)                                                                             | Lim Jeong-hee (432)                 |
| 262       | July 30, 2016      | Songwriter Ahn Chi-haeng             | No Brain                                                                                      | Paulownia Leaf (오동잎)                                                                            | Lim Jeong-hee (432)                 |
| 262       | July 30, 2016      | Songwriter Ahn Chi-haeng             | Lovelyz                                                                                       | Yeongdong Blues (영동 부르스)                                                                      | Lim Jeong-hee (432)                 |
| 262       | July 30, 2016      | Songwriter Ahn Chi-haeng             | Kim So-hyun & Son Jun-ho                                                                      | Cloud Drifter (구름 나그네)                                                                        | Lim Jeong-hee (432)                 |
| 262       | July 30, 2016      | Songwriter Ahn Chi-haeng             | Park Ki-young                                                                                 | Moon Halo (달무리)                                                                                 | Lim Jeong-hee (432)                 |
| 262       | July 30, 2016      | Songwriter Ahn Chi-haeng             | Lim Do-hyuk                                                                                   | Yeonan Pier (연안부두)                                                                             | Lim Jeong-hee (432)                 |
| 262       | July 30, 2016      | Songwriter Ahn Chi-haeng             | Lim Jeong-hee                                                                                 | I Cry As I Regret (울면서 후회하네)                                                                | Lim Jeong-hee (432)                 |
| 263       | August 6, 2016     | Roo'ra                               | Stephanie                                                                                     | 100th Day (100일 째 만남)                                                                          | Choi Jung-won (428)                 |
| 263       | August 6, 2016     | Roo'ra                               | Park Jung-ah & Garlixx                                                                        | Lover (연인)                                                                                       | Choi Jung-won (428)                 |
| 263       | August 6, 2016     | Roo'ra                               | Son Seung-yeon & Baechigi                                                                     | No Secrets (비밀은 없어)                                                                           | Choi Jung-won (428)                 |
| 263       | August 6, 2016     | Roo'ra                               | M&D (Kim Hee-chul & Kim Jungmo) & Zhou Mi                                                     | Pro and Amateur (프로와 아마추어)                                                                  | Choi Jung-won (428)                 |
| 263       | August 6, 2016     | Roo'ra                               | Melody Day                                                                                    | Summer of Love                                                                                     | Choi Jung-won (428)                 |
| 263       | August 6, 2016     | Roo'ra                               | ZE:A & Nine Muses                                                                             | Wingless Angel (날개 잃은 천사)                                                                    | Choi Jung-won (428)                 |
| 263       | August 6, 2016     | Roo'ra                               | Choi Jung-won                                                                                 | 3! 4!                                                                                              | Choi Jung-won (428)                 |
| 264       | August 13, 2016    | Summer Song Festival Special         | Rose Motel                                                                                    | Kite (연)                                                                                          | BtoB (427)                          |
| 264       | August 13, 2016    | Summer Song Festival Special         | Hong Ji-min                                                                                   | Young Smile (젊은 미소)                                                                            | BtoB (427)                          |
| 264       | August 13, 2016    | Summer Song Festival Special         | Choi Min-soo & MC Sniper                                                                      | I Lived Yet Knew Nothing Of This World (세상 모르고 살았노라)                                      | BtoB (427)                          |
| 264       | August 13, 2016    | Summer Song Festival Special         | BtoB                                                                                          | To My Lover (님에게)                                                                               | BtoB (427)                          |
| 264       | August 13, 2016    | Summer Song Festival Special         | Homme                                                                                         | Just Like That (그대로 그렇게)                                                                     | BtoB (427)                          |
| 264       | August 13, 2016    | Summer Song Festival Special         | 2nd Moon                                                                                      | Summer (여름)                                                                                      | BtoB (427)                          |
| 264       | August 13, 2016    | Summer Song Festival Special         | Lim Do-hyeok                                                                                  | The Clouds and Me (구름과 나)                                                                      | BtoB (427)                          |
| 265       | August 20, 2016    | Seven Diva Special                   | Lee Young-hyun                                                                                | I Will Survive (난 괜찮아)                                                                         | Son Seung-yeon (439)                |
| 265       | August 20, 2016    | Seven Diva Special                   | Kim Na-young                                                                                  | Once Upon A Day (하루)                                                                             | Son Seung-yeon (439)                |
| 265       | August 20, 2016    | Seven Diva Special                   | Yangpa                                                                                        | Music Is My Life                                                                                   | Son Seung-yeon (439)                |
| 265       | August 20, 2016    | Seven Diva Special                   | Solji                                                                                         | As We Live (살다가)                                                                                | Son Seung-yeon (439)                |
| 265       | August 20, 2016    | Seven Diva Special                   | Son Seung-yeon                                                                                | The Unwritten Legend (전설 속의 누군가처럼)                                                        | Son Seung-yeon (439)                |
| 265       | August 20, 2016    | Seven Diva Special                   | Lim Jeong-hee                                                                                 | Pierrot Smiles at Us (삐에로는 우릴 보고 웃지)                                                     | Son Seung-yeon (439)                |
| 265       | August 20, 2016    | Seven Diva Special                   | Hyolyn                                                                                        | If I'd Loved Only A Bit (조금만 사랑했다면)                                                        | Son Seung-yeon (439)                |
| 266       | August 27, 2016    | Chris Norman                         | Lee Se-joon                                                                                   | Mexican Girl                                                                                       | Kim Jo-han (424)                    |
| 266       | August 27, 2016    | Chris Norman                         | Ailee                                                                                         | Stumblin' In                                                                                       | Kim Jo-han (424)                    |
| 266       | August 27, 2016    | Chris Norman                         | Sam Kim                                                                                       | I'll Meet You At Midninght                                                                         | Kim Jo-han (424)                    |
| 266       | August 27, 2016    | Chris Norman                         | Boohwal & Kim Do-kyun                                                                         | What Can I Do                                                                                      | Kim Jo-han (424)                    |
| 266       | August 27, 2016    | Chris Norman                         | Kim Jo-han                                                                                    | Living Next Door To Alice                                                                          | Kim Jo-han (424)                    |
| 266       | August 27, 2016    | Chris Norman                         | Park Ki-young                                                                                 | If You Think You Know How To Love Me                                                               | Kim Jo-han (424)                    |
| 267       | September 3, 2016  | Drama Soundtrack Special             | Big Brain                                                                                     | You Are My Everything                                                                              | Kim Dong-jun (429)                  |
| 267       | September 3, 2016  | Drama Soundtrack Special             | Im Tae-kyung                                                                                  | My Destiny                                                                                         | Kim Dong-jun (429)                  |
| 267       | September 3, 2016  | Drama Soundtrack Special             | Song So Hee                                                                                   | Onara (오나라) & I Can't Say Goodbye (불인별곡)                                                    | Kim Dong-jun (429)                  |
| 267       | September 3, 2016  | Drama Soundtrack Special             | Lyn                                                                                           | Here I Am                                                                                          | Kim Dong-jun (429)                  |
| 267       | September 3, 2016  | Drama Soundtrack Special             | Homme                                                                                         | Snow Flower (눈의 꽃)                                                                              | Kim Dong-jun (429)                  |
| 267       | September 3, 2016  | Drama Soundtrack Special             | Rose Motel                                                                                    | Don't Forget (잊지 말아요)                                                                         | Kim Dong-jun (429)                  |
| 267       | September 3, 2016  | Drama Soundtrack Special             | Kim Dong-jun                                                                                  | Like the First Day (처음 그 날처럼)                                                                | Kim Dong-jun (429)                  |
| 268       | September 10, 2016 | Songwriter Im Jong-su                | Lee Ki-chan & Hur Gyu & Kim Shin-eui                                                          | Take It (가져가)                                                                                   | Kim Tae-woo (436)                   |
| 268       | September 10, 2016 | Songwriter Im Jong-su                | Kim So-hyun & Son Jun-ho                                                                      | A Song For My Wife (아내에게 바치는 노래)                                                          | Kim Tae-woo (436)                   |
| 268       | September 10, 2016 | Songwriter Im Jong-su                | Kim Kyung-ho                                                                                  | Hometown Station (고향역)                                                                          | Kim Tae-woo (436)                   |
| 268       | September 10, 2016 | Songwriter Im Jong-su                | Bae Da-hae                                                                                    | You'll Never Know (모르리)                                                                         | Kim Tae-woo (436)                   |
| 268       | September 10, 2016 | Songwriter Im Jong-su                | Lazybone                                                                                      | Because I'm a Man (남자라는 이유로)                                                                | Kim Tae-woo (436)                   |
| 268       | September 10, 2016 | Songwriter Im Jong-su                | Kim Tae-woo                                                                                   | Okgyeong (옥경이)                                                                                  | Kim Tae-woo (436)                   |
| 268       | September 10, 2016 | Songwriter Im Jong-su                | Lim Do-hyeok                                                                                  | Floating Weeds (부초)                                                                              | Kim Tae-woo (436)                   |
| 269       | September 17, 2016 | Chuseok Special with Nam Jin         | Son Jun-ho & Yun Seonok                                                                       | Love Me Once Again (미워도 다시 한 번)                                                             | Nam Sang-il & Lee Myeongsun (419)   |
| 269       | September 17, 2016 | Chuseok Special with Nam Jin         | Jung Sung-ho & Oh Yeongsuk                                                                    | With My Love (님과 함께)                                                                           | Nam Sang-il & Lee Myeongsun (419)   |
| 269       | September 17, 2016 | Chuseok Special with Nam Jin         | Moon Hee-ok & Kim Hansun                                                                      | Brokenhearted (가슴 아프게)                                                                        | Nam Sang-il & Lee Myeongsun (419)   |
| 269       | September 17, 2016 | Chuseok Special with Nam Jin         | Son Seung-yeon & Jeong Gichun                                                                 | If I Had a Lover (나에게 애인이 있다면)                                                            | Nam Sang-il & Lee Myeongsun (419)   |
| 269       | September 17, 2016 | Chuseok Special with Nam Jin         | Nam Sang-il & Lee Myeongsun                                                                   | I Love You (당신이 좋아)                                                                           | Nam Sang-il & Lee Myeongsun (419)   |
| 269       | September 17, 2016 | Chuseok Special with Nam Jin         | Kim Bo-kyung & Han Minyeong                                                                   | Don't Change, My Dear (그대여 변치 마오)                                                           | Nam Sang-il & Lee Myeongsun (419)   |
| 270       | September 24, 2016 | Cherbourg Special                    | Clazziquai                                                                                    | The Truth About Love (사랑의 진실)                                                                 | Kang Hong-seok (407)                |
| 270       | September 24, 2016 | Cherbourg Special                    | Ben                                                                                           | A Letter Written in Tears (눈물로 쓴 편지)                                                         | Kang Hong-seok (407)                |
| 270       | September 24, 2016 | Cherbourg Special                    | Lovelyz                                                                                       | Love, Love, Who Said It (사랑 사랑 누가 말했나) & Youth Who Lived off of Dreams (꿈을 먹는 젊은이) | Kang Hong-seok (407)                |
| 270       | September 24, 2016 | Cherbourg Special                    | Kim Hyun-sung                                                                                 | Little Lovers (작은 연인들)                                                                        | Kang Hong-seok (407)                |
| 270       | September 24, 2016 | Cherbourg Special                    | Seomoon Tak                                                                                   | Long-Awaited Reunion (해후)                                                                        | Kang Hong-seok (407)                |
| 270       | September 24, 2016 | Cherbourg Special                    | Kang Hong-seok                                                                                | Heartless Blues (무정 부르스)                                                                      | Kang Hong-seok (407)                |
| 271       | October 1, 2016    | Cherbourg Special                    | Im Tae-kyung                                                                                  | Nameless Girl (이름 모를 소녀)                                                                     | Yurisangja (424)                    |
| 271       | October 1, 2016    | Cherbourg Special                    | Poppin Hyun-joon & Park Ae-ri                                                                 | The Way to Sampo (삼포로 가는 길)                                                                  | Yurisangja (424)                    |
| 271       | October 1, 2016    | Cherbourg Special                    | Kim Juna                                                                                      | With your eyes (눈으로)                                                                            | Yurisangja (424)                    |
| 271       | October 1, 2016    | Cherbourg Special                    | Kim Bada                                                                                      | I Wonder Where You Are By Now (어디쯤 가고 있을까)                                                 | Yurisangja (424)                    |
| 271       | October 1, 2016    | Cherbourg Special                    | Yurisangja                                                                                    | Autumn Love (가을 사랑)                                                                            | Yurisangja (424)                    |
| 271       | October 1, 2016    | Cherbourg Special                    | Kim Dong-jun                                                                                  | You Outside My Door (문 밖에 있는 그대)                                                            | Yurisangja (424)                    |
| 272       | October 8, 2016    | Songwriter Shin Jae-hong             | December                                                                                      | In the Recesses of Memory (기억 속에 먼 그대에게)                                                  | Yangpa (435)                        |
| 272       | October 8, 2016    | Songwriter Shin Jae-hong             | Wheesung                                                                                      | Desire and Resentment (원하고 원망하죠)                                                            | Yangpa (435)                        |
| 272       | October 8, 2016    | Songwriter Shin Jae-hong             | BMK                                                                                           | When This Night Passes (이 밤이 지나면)                                                            | Yangpa (435)                        |
| 272       | October 8, 2016    | Songwriter Shin Jae-hong             | Davichi                                                                                       | Amidst this sadness I Must Forget You (슬픔 속에 그댈 지워야만 해)                                 | Yangpa (435)                        |
| 272       | October 8, 2016    | Songwriter Shin Jae-hong             | Lee Se-joon                                                                                   | Sad Sea (슬픈 바다)                                                                                | Yangpa (435)                        |
| 272       | October 8, 2016    | Songwriter Shin Jae-hong             | Lee Ye-joon                                                                                   | Goodbye Trip (이별 여행)                                                                           | Yangpa (435)                        |
| 272       | October 8, 2016    | Songwriter Shin Jae-hong             | Yangpa                                                                                        | For You (너를 위해)                                                                                | Yangpa (435)                        |
| 273       | October 15, 2016   | Arirang Special                      | Kim So-hyun                                                                                   | Arirang Alone (홀로 아리랑)                                                                        | Kim Kyung-ho (434)                  |
| 273       | October 15, 2016   | Arirang Special                      | Son Seung-yeon                                                                                | Milyang Arirang (밀양 아리랑)                                                                      | Kim Kyung-ho (434)                  |
| 273       | October 15, 2016   | Arirang Special                      | Boohwal                                                                                       | Bonjo Arirang (본조 아리랑)                                                                        | Kim Kyung-ho (434)                  |
| 273       | October 15, 2016   | Arirang Special                      | Kim Dong-jun                                                                                  | Yeongam Arirang (영암 아리랑)                                                                      | Kim Kyung-ho (434)                  |
| 273       | October 15, 2016   | Arirang Special                      | Song So Hee                                                                                   | Gangwon-do Arirang (강원도 아리랑)                                                                 | Kim Kyung-ho (434)                  |
| 273       | October 15, 2016   | Arirang Special                      | Kim Kyung-ho                                                                                  | Arirang Mokdong (아리랑 목동)                                                                      | Kim Kyung-ho (434)                  |
| 273       | October 15, 2016   | Arirang Special                      | 2nd Moon feat. Kim Junsu & Ko Yeongyeol                                                       | Jindo Arirang (진도 아리랑)                                                                        | Kim Kyung-ho (434)                  |
| 274       | October 22, 2016   | Kim Jang-hoon                        | DIA                                                                                           | Highway Romance (고속도로 로망스)                                                                  | Yangpa & Kim Yeon-ji (423)          |
| 274       | October 22, 2016   | Kim Jang-hoon                        | Se7en                                                                                         | Even if You get Cheated by the World (세상이 그대를 속일지라도)                                    | Yangpa & Kim Yeon-ji (423)          |
| 274       | October 22, 2016   | Kim Jang-hoon                        | Hong Kyung-min                                                                                | I am a Man (난 남자다)                                                                             | Yangpa & Kim Yeon-ji (423)          |
| 274       | October 22, 2016   | Kim Jang-hoon                        | Bae Da-hae                                                                                    | If You Feel As I Do (나와 같다면)                                                                  | Yangpa & Kim Yeon-ji (423)          |
| 274       | October 22, 2016   | Kim Jang-hoon                        | Yangpa                                                                                        | While Living Life (사노라면)                                                                       | Yangpa & Kim Yeon-ji (423)          |
| 274       | October 22, 2016   | Kim Jang-hoon                        | Kim Yeon-ji                                                                                   | Sad Gift(슬픈 선물)                                                                                | Yangpa & Kim Yeon-ji (423)          |
| 275       | October 29, 2016   | Songwriter Lee Beom-hui              | Lim Jeong-hee                                                                                 | Promises (약속)                                                                                    | Nam Gyeong-ju (419)                 |
| 275       | October 29, 2016   | Songwriter Lee Beom-hui              | Cosmic Girls                                                                                  | Monologue (독백)                                                                                   | Nam Gyeong-ju (419)                 |
| 275       | October 29, 2016   | Songwriter Lee Beom-hui              | December                                                                                      | A Girl's Story of Love (어느 소녀의 사랑 이야기)                                                   | Nam Gyeong-ju (419)                 |
| 275       | October 29, 2016   | Songwriter Lee Beom-hui              | Kim Hyun-sung feat. Giant Pink                                                                | Party of Tears (눈물의 파티)                                                                       | Nam Gyeong-ju (419)                 |
| 275       | October 29, 2016   | Songwriter Lee Beom-hui              | Nam Gyeong-ju feat Seo Beom Seok, Seong Du-seop & Heo Gyu                                     | Forgotten season (잊혀진 계절)                                                                     | Nam Gyeong-ju (419)                 |
| 275       | October 29, 2016   | Songwriter Lee Beom-hui              | Lazybone                                                                                      | Let's Study (공부합시다)                                                                           | Nam Gyeong-ju (419)                 |
| 275       | October 29, 2016   | Songwriter Lee Beom-hui              | Son Ho-young                                                                                  | Paper Crane (종이학)                                                                               | Nam Gyeong-ju (419)                 |
| 276       | November 5, 2016   | We are one, Singing of reunification | BMK                                                                                           | They Said (라구요)                                                                                 | Youme (439)                         |
| 276       | November 5, 2016   | We are one, Singing of reunification | Contempo Divo                                                                                 | Geumgangsan, How I Long For You (그리운 금강산)                                                    | Youme (439)                         |
| 276       | November 5, 2016   | We are one, Singing of reunification | Nam Sang-il                                                                                   | Away, 38th Parallel (가거라 삼팔선)                                                                | Youme (439)                         |
| 276       | November 5, 2016   | We are one, Singing of reunification | Kim Yeon-ji                                                                                   | Rusty Railroad (녹슬은 기찻길)                                                                     | Youme (439)                         |
| 276       | November 5, 2016   | We are one, Singing of reunification | GFriend                                                                                       | Our Land (터)                                                                                      | Youme (439)                         |
| 276       | November 5, 2016   | We are one, Singing of reunification | Kim Jong-seo                                                                                  | Beautiful Rivers and Mountains (아름다운 강산)                                                     | Youme (439)                         |
| 276       | November 5, 2016   | We are one, Singing of reunification | Youme                                                                                         | Letter for Daedonggang (대동강 편지)                                                               | Youme (439)                         |
| 277       | November 12, 2016  | Kim Hyun-sik                         | Hang Dong-geun                                                                                | Making Memories (추억 만들기)                                                                      | Huh Gak (428)                       |
| 277       | November 12, 2016  | Kim Hyun-sik                         | Lisa                                                                                          | I Loved You (사랑했어요)                                                                           | Huh Gak (428)                       |
| 277       | November 12, 2016  | Kim Hyun-sik                         | Chung Dong-ha                                                                                 | Alleyway (골목길)                                                                                  | Huh Gak (428)                       |
| 277       | November 12, 2016  | Kim Hyun-sik                         | Se7en                                                                                         | Like Rain, Like Music (비처럼 음악처럼)                                                            | Huh Gak (428)                       |
| 277       | November 12, 2016  | Kim Hyun-sik                         | Huh Gak                                                                                       | My Love by My Side (내 사랑 내 곁에)                                                               | Huh Gak (428)                       |
| 277       | November 12, 2016  | Kim Hyun-sik                         | Vromance                                                                                      | Love, Love, Love (사랑 사랑 사랑)                                                                  | Huh Gak (428)                       |
| 277       | November 12, 2016  | Kim Hyun-sik                         | Mamamoo                                                                                       | You are Always by My Side (언제나 그대 내 곁에)                                                    | Huh Gak (428)                       |
| 278       | November 19, 2016  |                                      | Wax                                                                                           | (이별 노래)                                                                                        | KCM (439)                           |
| 278       | November 19, 2016  | I.O.I                                | (사람이 꽃보다 아름다워)                                                                      | | KCM (439)                           |
| 278       | November 19, 2016  | Im Tae-kyung                         | Blowin' in the Wind                                                                           | | KCM (439)                           |
| 278       | November 19, 2016  | Kim Hyun-sung                        | (푸르른 날)                                                                                   | | KCM (439)                           |
| 278       | November 19, 2016  | Kim Bada                             | Knockin' on Heaven's Door                                                                     | | KCM (439)                           |
| 278       | November 19, 2016  | TAKE                                 | (향수)                                                                                        | | KCM (439)                           |
| 278       | November 19, 2016  | KCM                                  | (진달래꽃)                                                                                    | | KCM (439)                           |
| 279       | November 26, 2016  |                                      | Lee Young-ha & Ryu Jeong-pil                                                                  | (그대와 영원히)                                                                                    | Kim Jeong-hoon & (423)              |
| 279       | November 26, 2016  | Park Soo-hong & Park Kyung-lim       | (그건 너)                                                                                     | | Kim Jeong-hoon & (423)              |
| 279       | November 26, 2016  | Lee Tae-sung & Yoon Hyun-min         | (이게 아닌데) & (친구여)                                                                      | | Kim Jeong-hoon & (423)              |
| 279       | November 26, 2016  | Lee Yoo-ri & An Yoo Jin              | You Mean Everything to me & Stupid Cupid                                                      | | Kim Jeong-hoon & (423)              |
| 279       | November 26, 2016  | Kim Jeong-hoon &                     | (나는 나비)                                                                                   | | Kim Jeong-hoon & (423)              |
| 279       | November 26, 2016  | Han Soo-yeon &                       | (기억 속으로)                                                                                 | | Kim Jeong-hoon & (423)              |
| 280       | December 3, 2016   |                                      | Tei                                                                                           | ()                                                                                                 |                                     |
| 280       | December 3, 2016   | BMK                                  | ()                                                                                            | |                                     |
| 280       | December 3, 2016   | Stephanie                            | ()                                                                                            | |                                     |
| 280       | December 3, 2016   | Kim Feel                             | ()                                                                                            | |                                     |
| 280       | December 3, 2016   | B1A4                                 | ()                                                                                            | |                                     |
| 280       | December 3, 2016   | Sweet Sorrow                         | ()                                                                                            | |                                     |
| 280       | December 3, 2016   | Mio                                  | ()                                                                                            | |                                     |